# Dürre und Hitze in Europa 2022

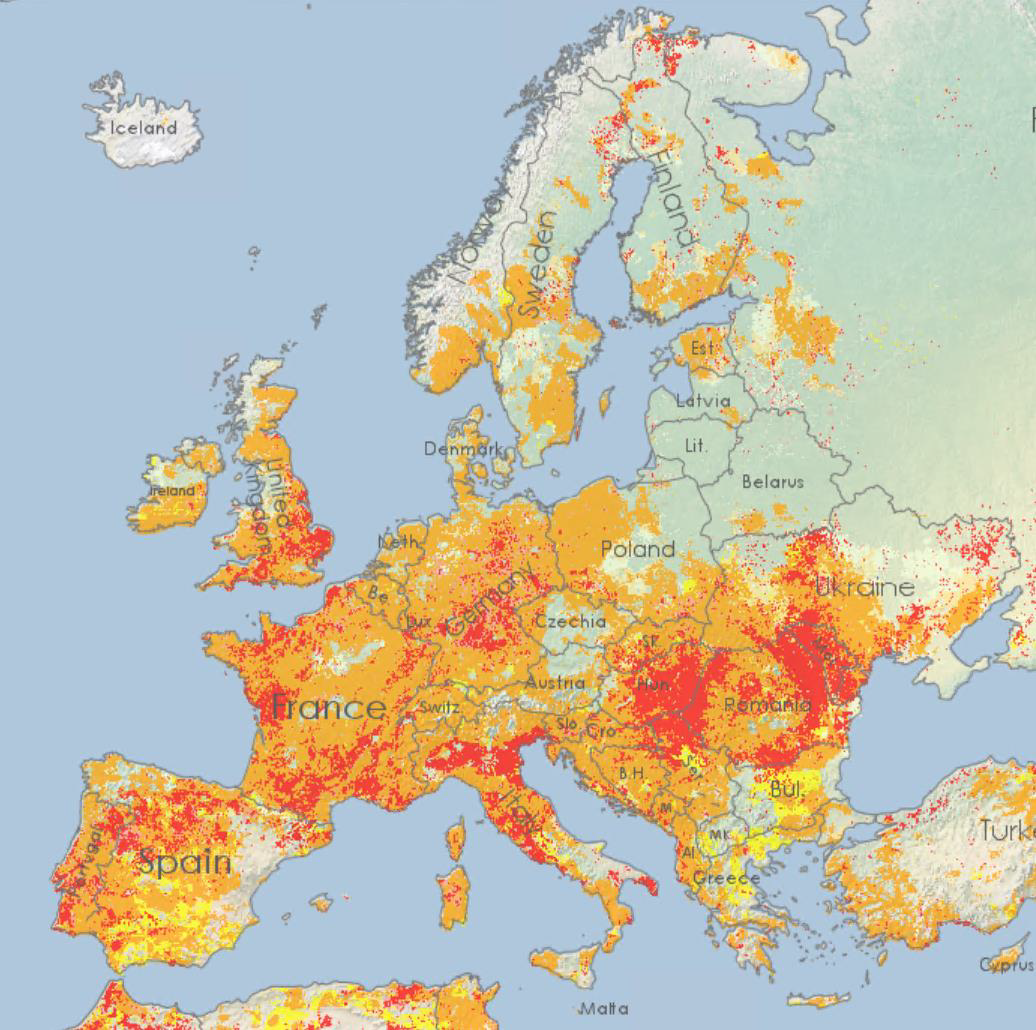
Dürre in Europa (Stand Anfang August 2022)

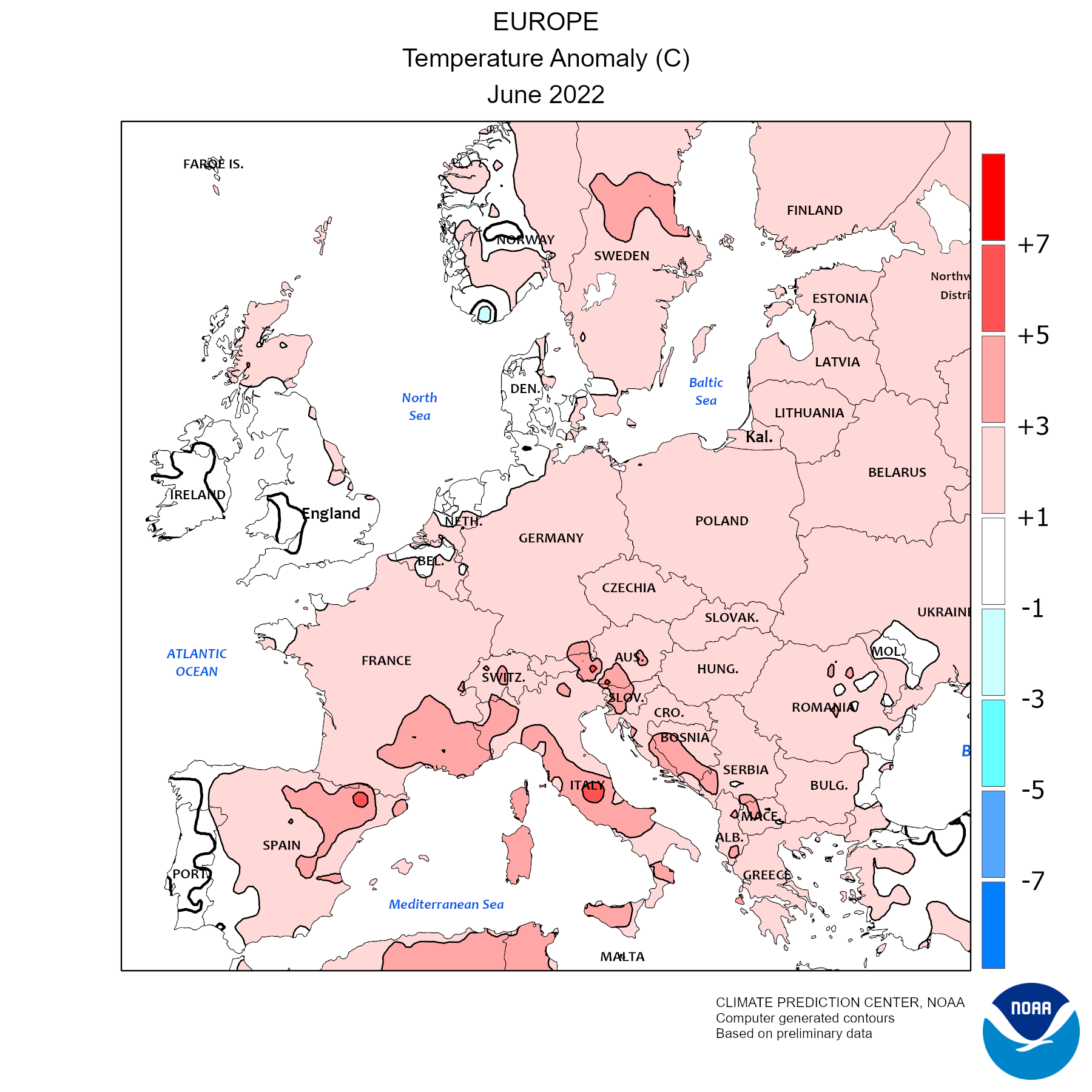
Temperaturanomalien (°C) in Europa für Juni 2022 (NOAA)

Die Dürre und Hitze in Europa 2022 war ein Wetterphänomen des Jahres 2022, das von unterdurchschnittlichen Regenmengen (Dürre) und überdurchschnittlichen Temperaturen (auch Hitzewellen) geprägt wurde. Betroffen waren weite Teile Europas, insbesondere Süd-, West- und Mitteleuropa. Bereits Mitte Juli galt auf der Hälfte der Fläche der EU eine Dürrewarnung, für 15 % der EU-Fläche galt die rote Alarmstufe. Anschließend verschlechterte sich die Situation weiter.
Der Sommer 2022 war der heißeste in Europa seit Beginn der Aufzeichnungen 1881. Er war geprägt von mehreren sehr starken Hitzewellen und großer Trockenheit in vielen Regionen Europas. In zahlreichen Regionen wurden neue Hitzerekorde aufgestellt. Infolge der Hitze und Dürre kam es zu zahlreichen negativen Auswirkungen unter anderem auf die menschliche Gesundheit, Energieversorgung, Landwirtschaft und die Wasserversorgung von Kommunen usw., wodurch z. B. der Anstieg von Energie- und Nahrungsmittelpreisen insbesondere infolge des russischen Überfalls auf die Ukraine noch weiter verstärkt wurde. Es kam zu erheblichen gesundheitlichen Auswirkungen. Eine 2023 publizierte Studie ermittelte in den 35 europäischen Staaten für den Zeitraum 30. Mai bis 4. September 2022 rund 61.700 hitzebedingte Todesfälle. Besonders betroffen waren Italien (ca. 18.000 Todesfälle), Spanien (ca. 13.400) und Deutschland (ca. 8.200).
In verschiedenen Staaten kam es zu schweren Waldbränden, u. a. in Portugal, Frankreich, Italien, Deutschland und Tschechien, besonders aber in Spanien. Bereits Mitte August waren in Europa 660.000 Hektar Fläche verbrannt (6600 km²), die höchste Zahl seit Beginn der Aufzeichnungen im Jahr 2006. Bis zum 15. Oktober stieg die Fläche auf mehr als 772.500 Hektar (7500 km²) an. Dies ist mehr als drei mal so viel wie der Durchschnitt der Jahre 2006 bis 2021 (ca. 260.000 ha). Dabei wurden in der EU und Großbritannien zwischen Juni und August 2022 ca. 6,4 Mio. Tonnen Kohlenstoffdioxid freigesetzt, der höchste Wert seit 2007.
Die auftretende Dürre wurde durch den menschengemachten Klimawandel verstärkt. Abhängig davon, ob Wurzelzone oder Oberflächen-Bodenfeuchte betrachtet wird, erhöhte der menschengemachte Klimawandel die Eintrittswahrscheinlichkeit einer Dürre wie 2022 in West-Zentraleuropa um den Faktor 3–4 bzw. Faktor 5–6.

## Meteorologie und klimatologischer Kontext

### Meteorologie
Der Sommer 2022 war der heißeste Sommer in Europa seit mindestens 500 Jahren und vor den Sommern 2021, 2018, 2010 und 2003 der heißeste seit Beginn der Aufzeichnungen.

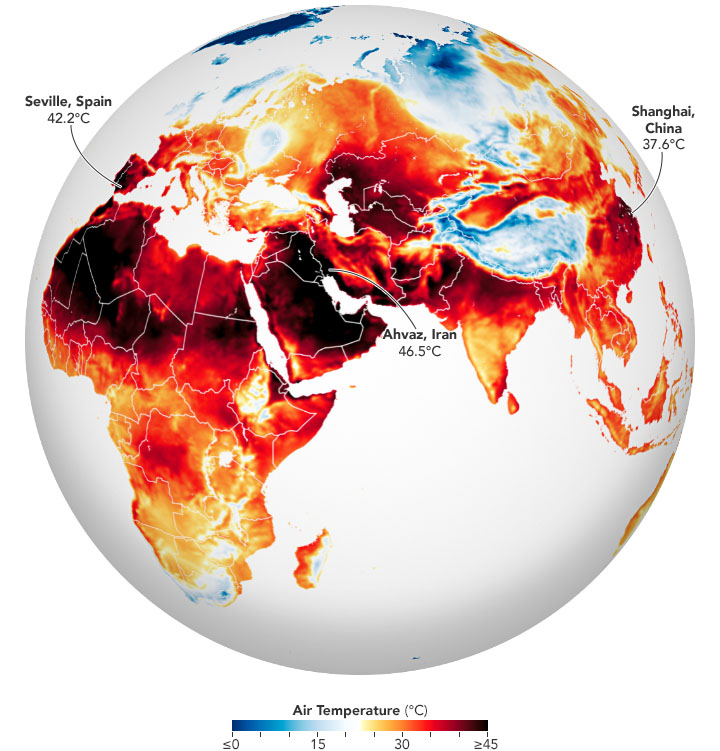
Lufttemperaturen in Europa, Afrika und Asien am 13. Juli 2022 (NASA)

Global waren die Temperaturen im Juni etwa um 0,32 °C höher als im Durchschnitt 1991–2020; es war der drittwärmste Juni (nach 2019 und 2020) seit Messbeginn. Nur Europa betrachtet waren die Temperaturen sogar um 1,6 °C über dem Durchschnitt, was dem zweitwärmsten Juni seit Messbeginn entspricht. Der wärmste Juni in Europa war der Juni 2019, der wegen einer durch das langanhaltende Hoch Vera verursachten Hitzewelle noch 0,3 °C wärmer war. Besonders betroffen war im Juni 2022 der Süden Europas in Portugal, in Spanien, in Frankreich und in Italien.
Die Temperaturen im Juli lagen global fast 0,38 °C über dem Durchschnitt von 1991 bis 2020. Es war somit einer der drei bisher heißesten Juli-Monate. Überdurchschnittlich fielen die Temperaturen vor allem in der nördlichen Hemisphäre und dort in Nordamerika, in weiten Teilen Asiens und im Südwesten und Westen Europas aus, wo es ab Mitte Juli zu einer intensiven Hitzewelle kam. In Europa unterdurchschnittlich warm war es dagegen in einem Streifen von Island über Skandinavien und die baltischen Staaten bis zum Kaspischen Meer, Georgien und der Türkei. Insgesamt fiel der Juli in Europa um 0,72 °C wärmer aus als der Durchschnitt von 1991 bis 2020. Damit war es zusammen mit dem Juli 2006 der bisher sechstwärmste Juli. Der wärmste Juli in Europa war 2010, der um 1,0 °C wärmer ausfiel als 2022.

Wöchentliche Meteorologische Karten der Maximaltemperaturen (°C) für Juli und August 2022
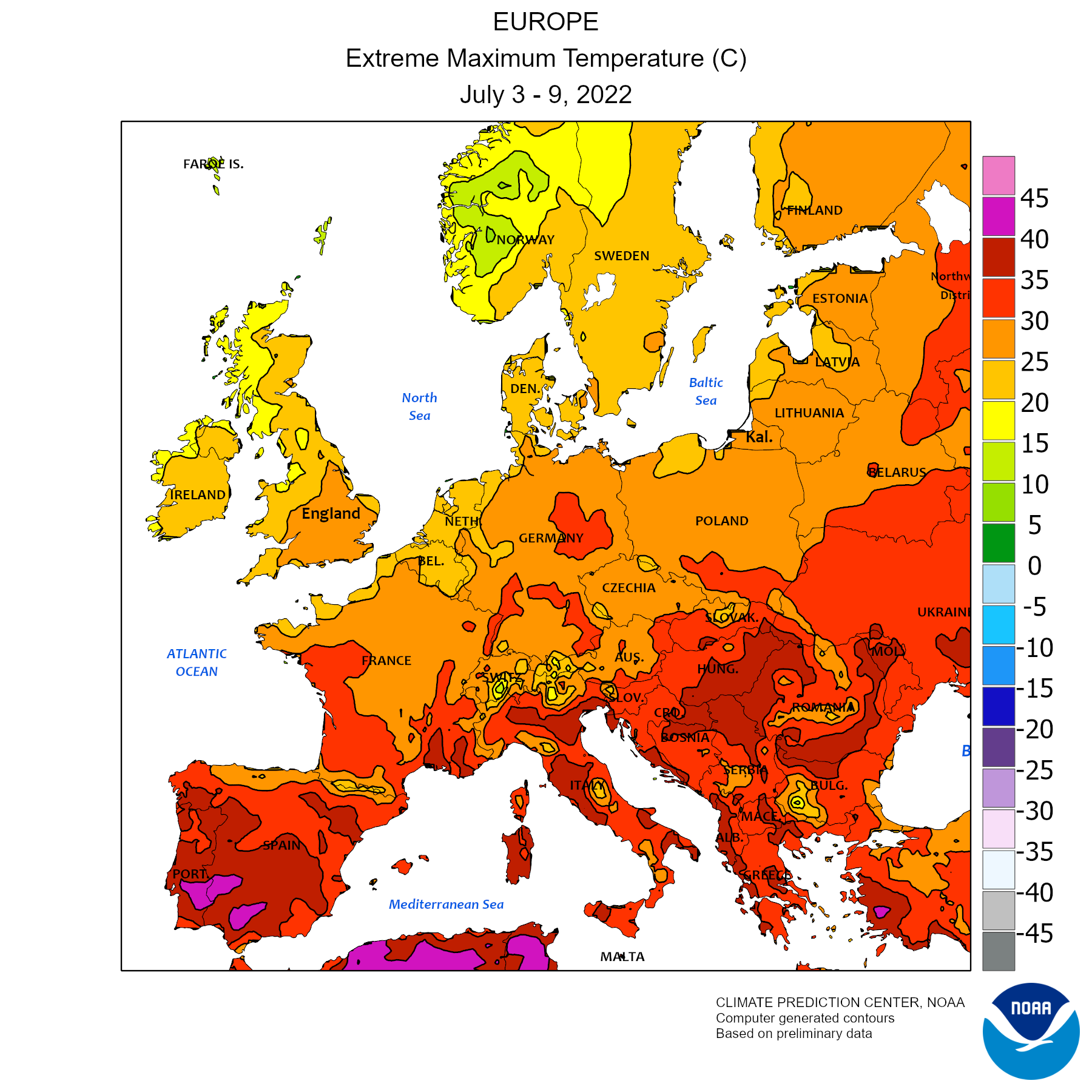
3. – 9. Juli
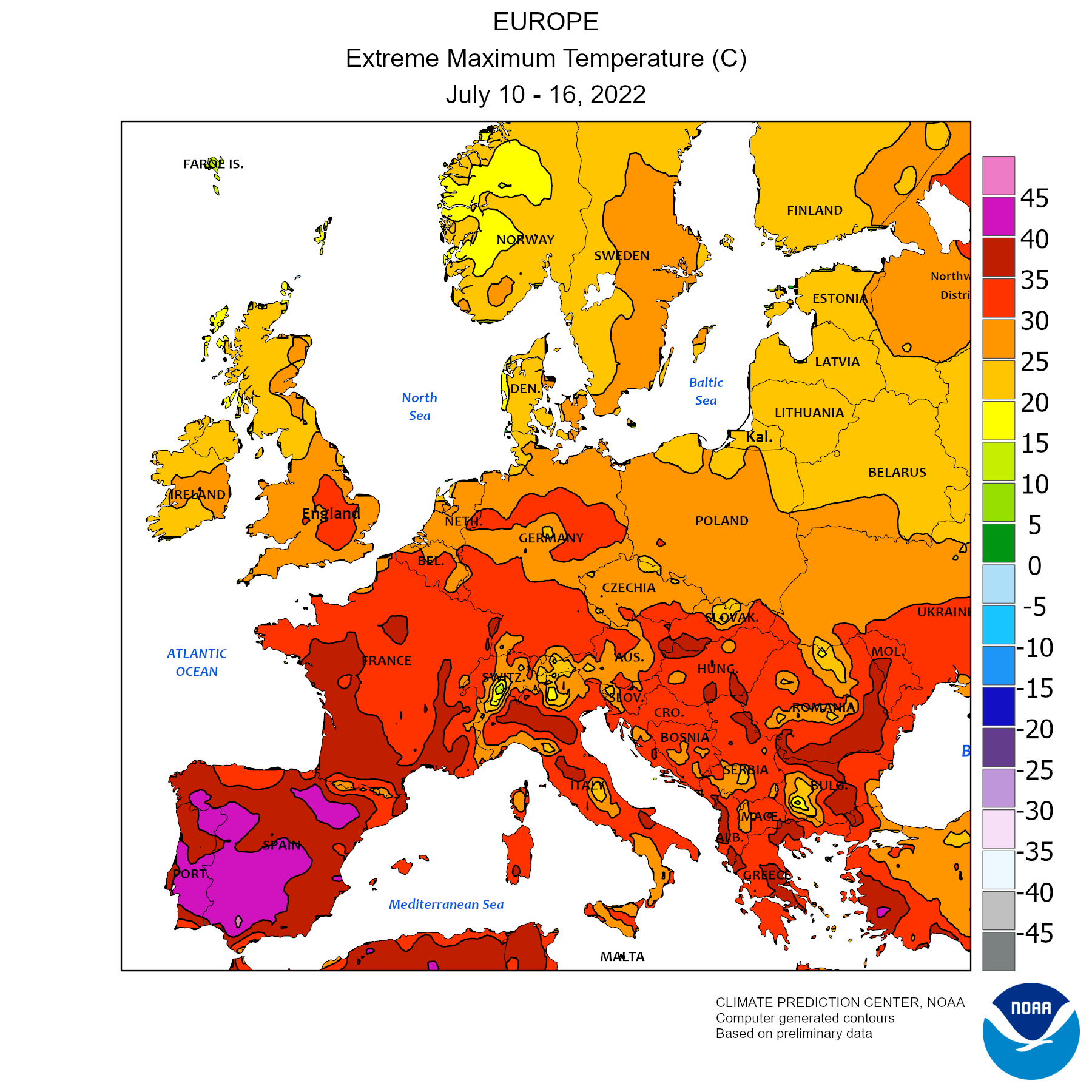
10. – 16. Juli
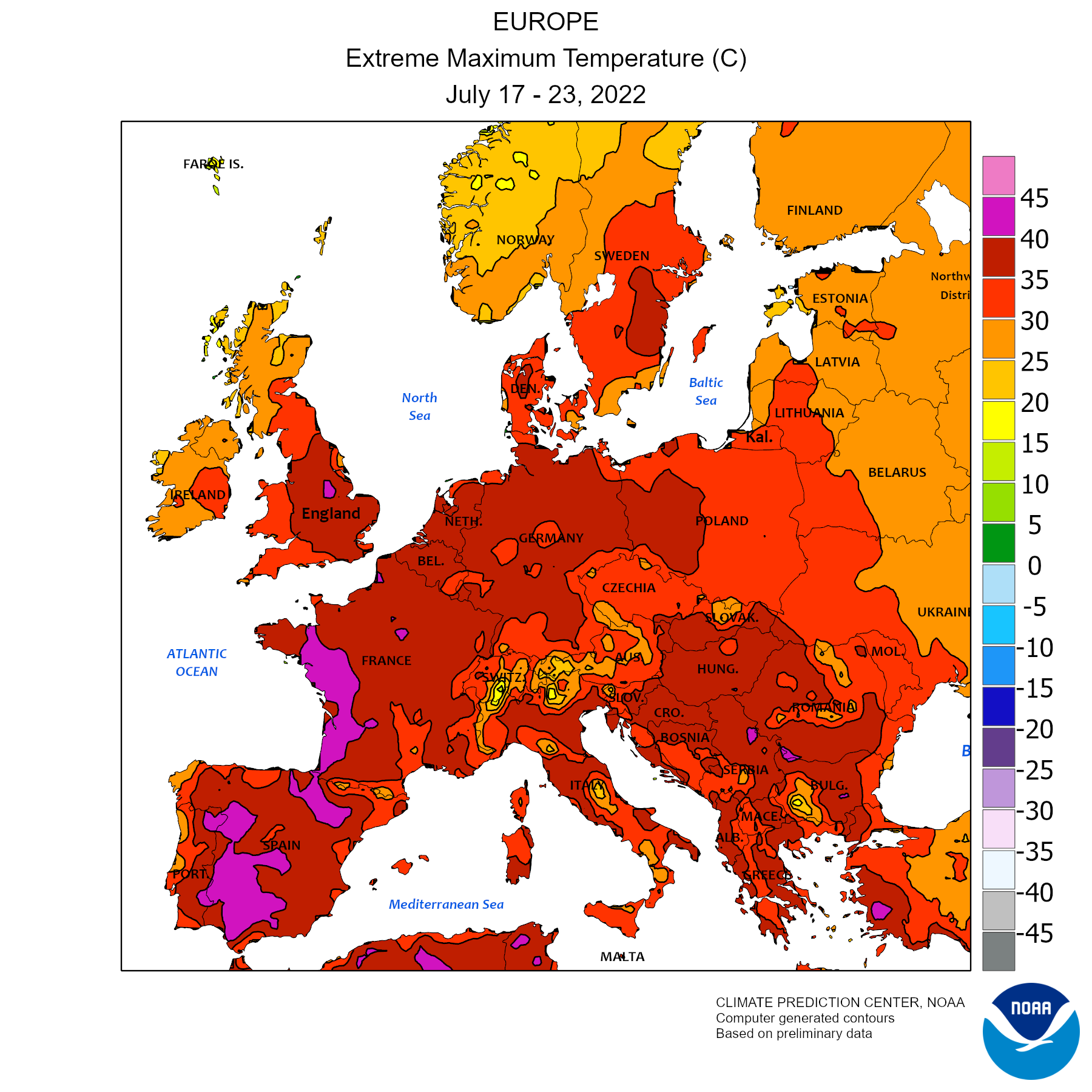
17. – 23. Juli
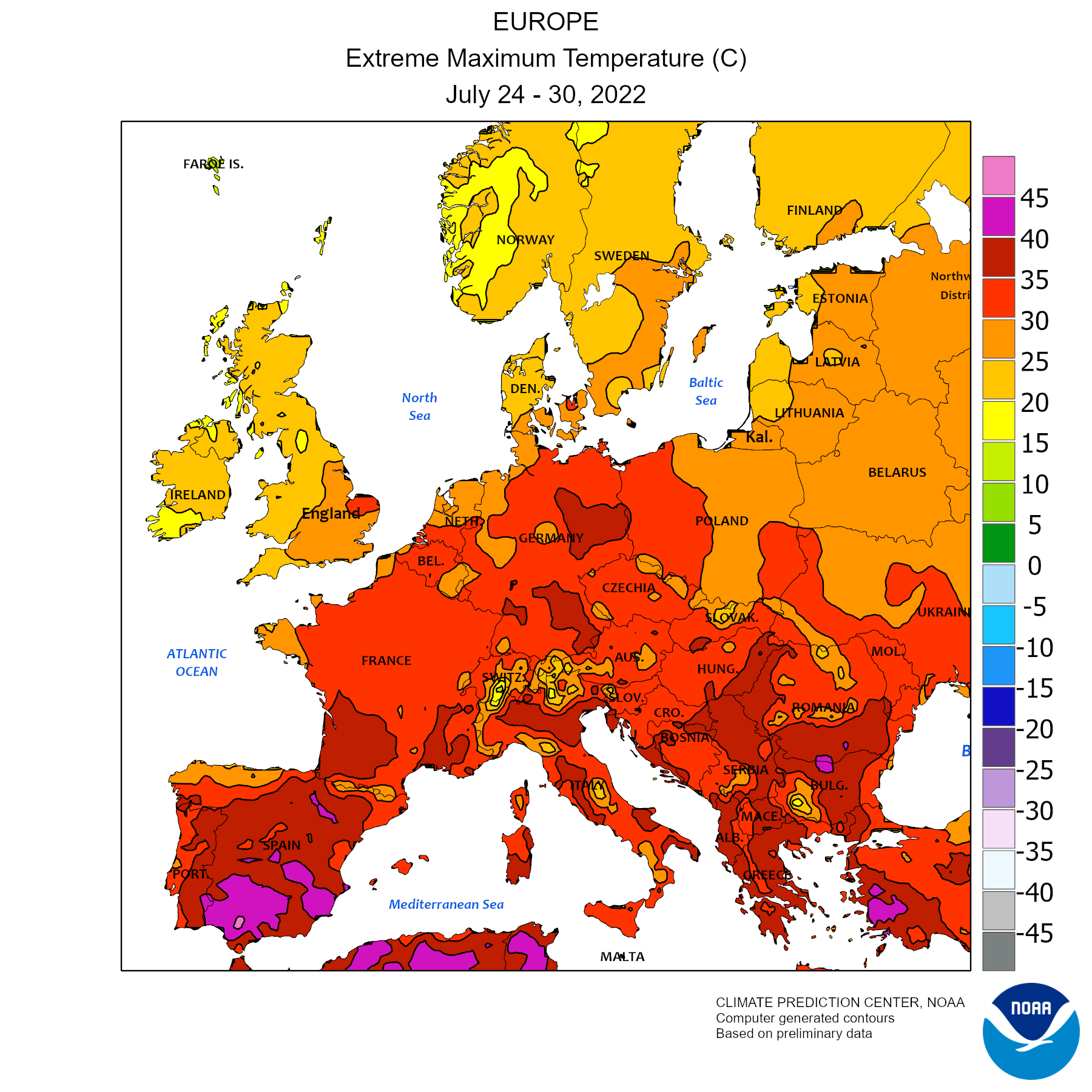
24. – 30. Juli
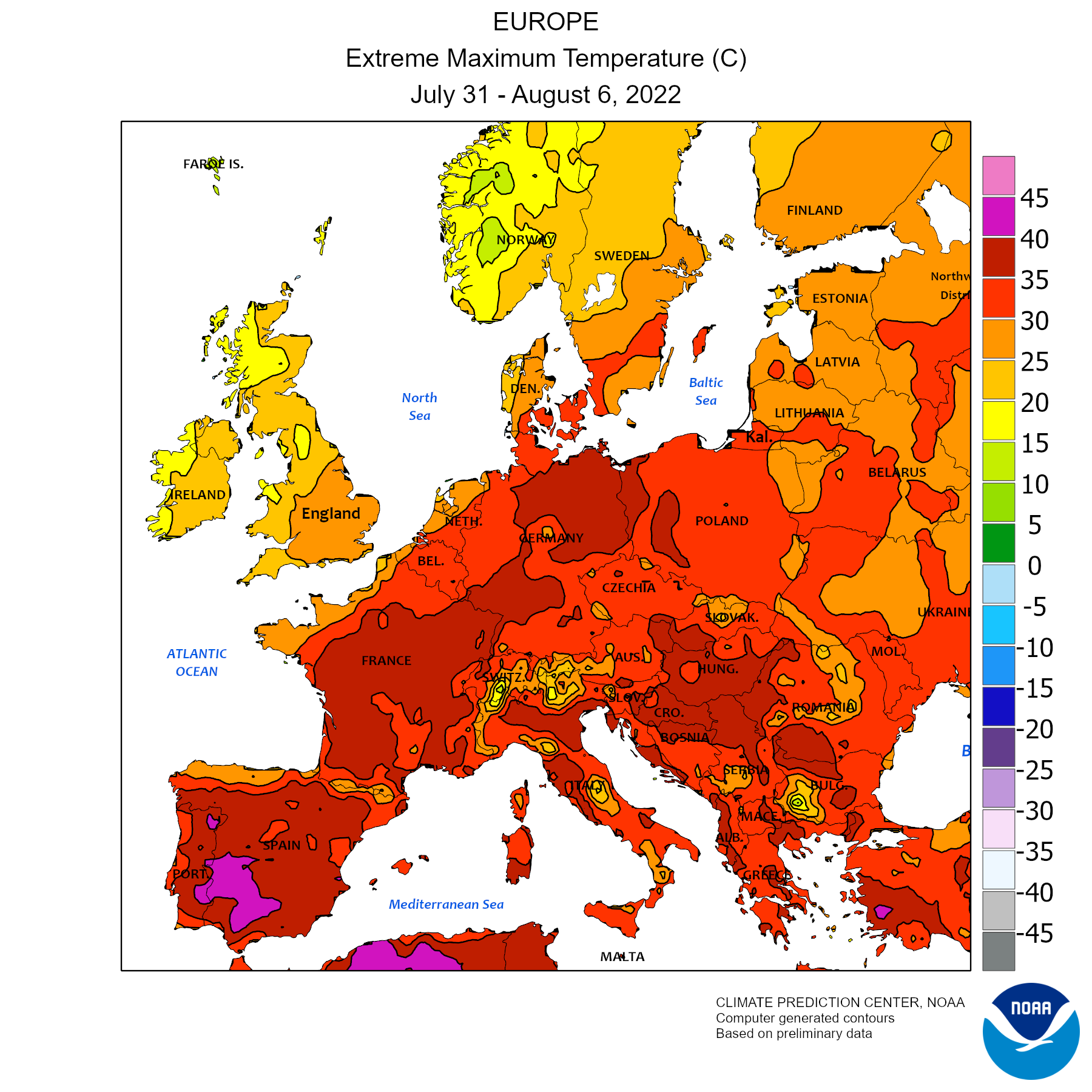
31. Juli – 6. August

Wöchentliche Meteorologische Karten der Temperaturanomalien (°C) für Juli und August 2022
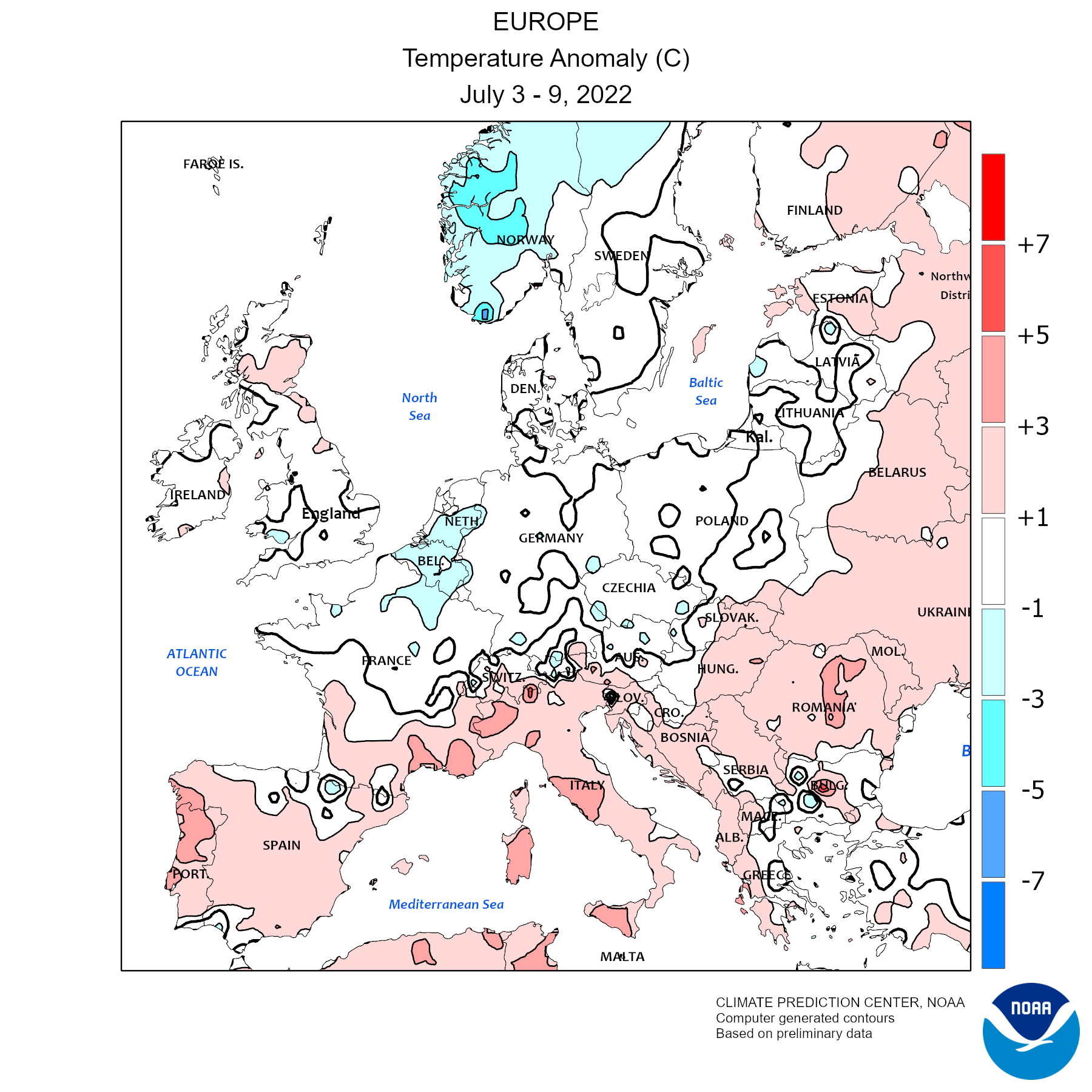
3. – 9. Juli
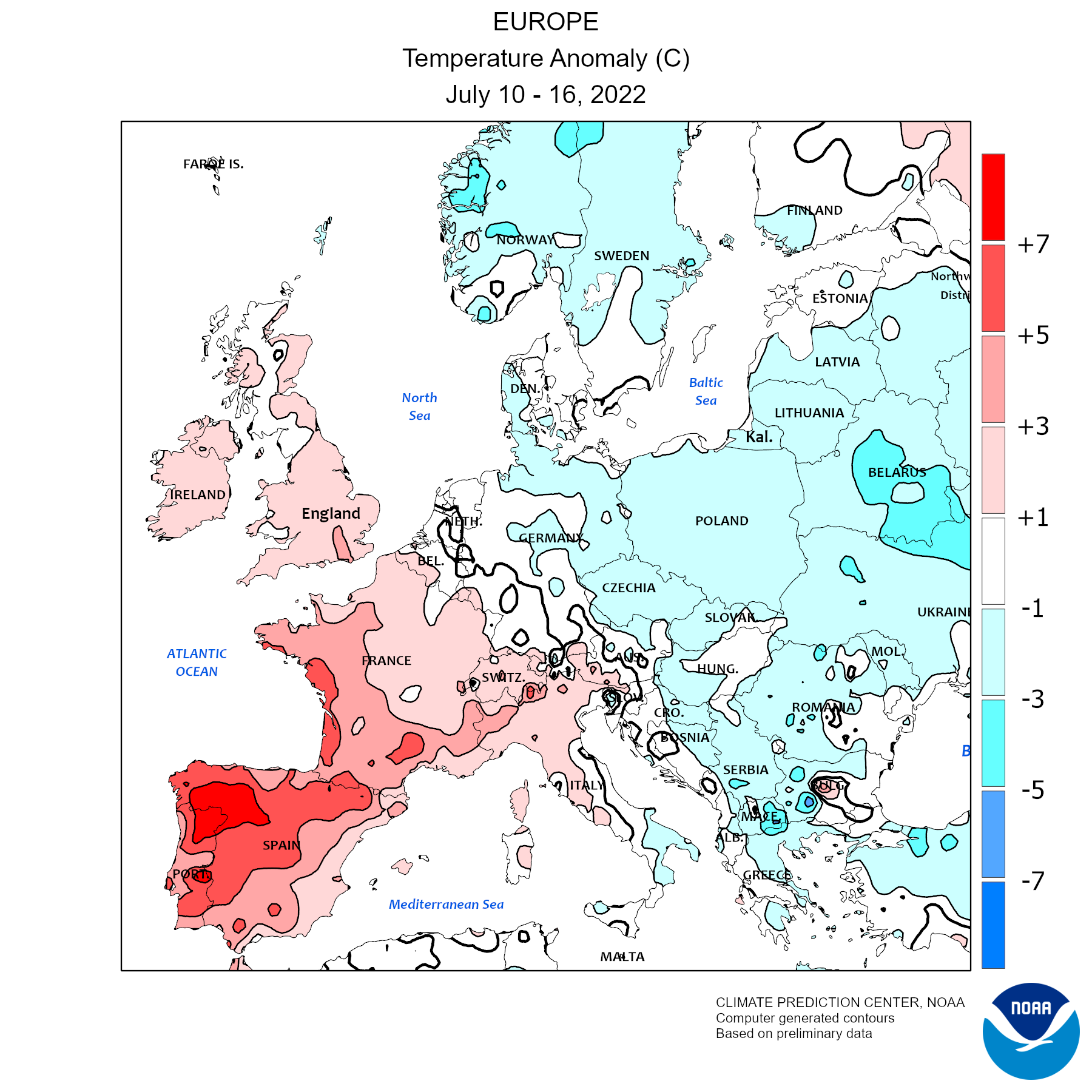
10. – 16. Juli
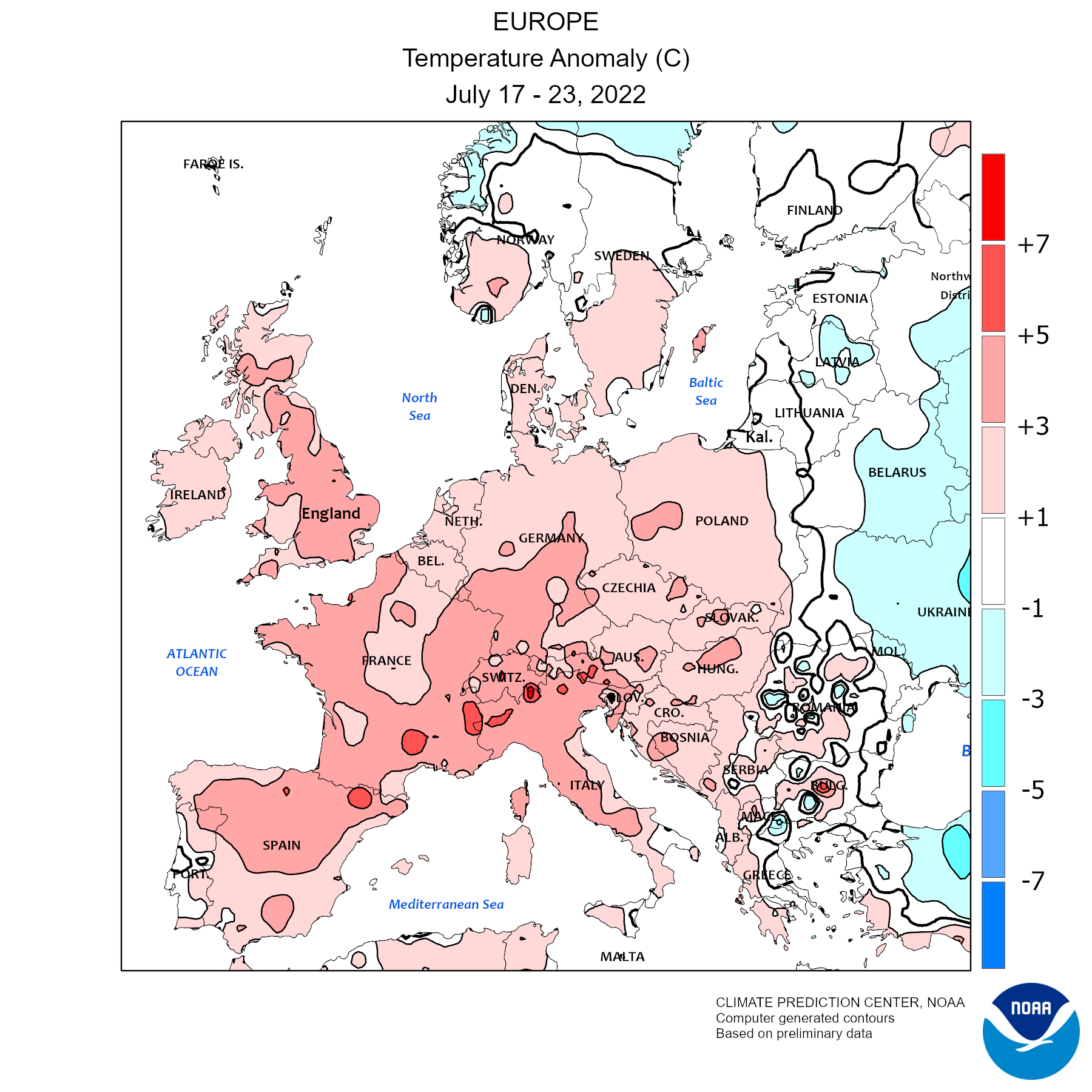
17. – 23. Juli
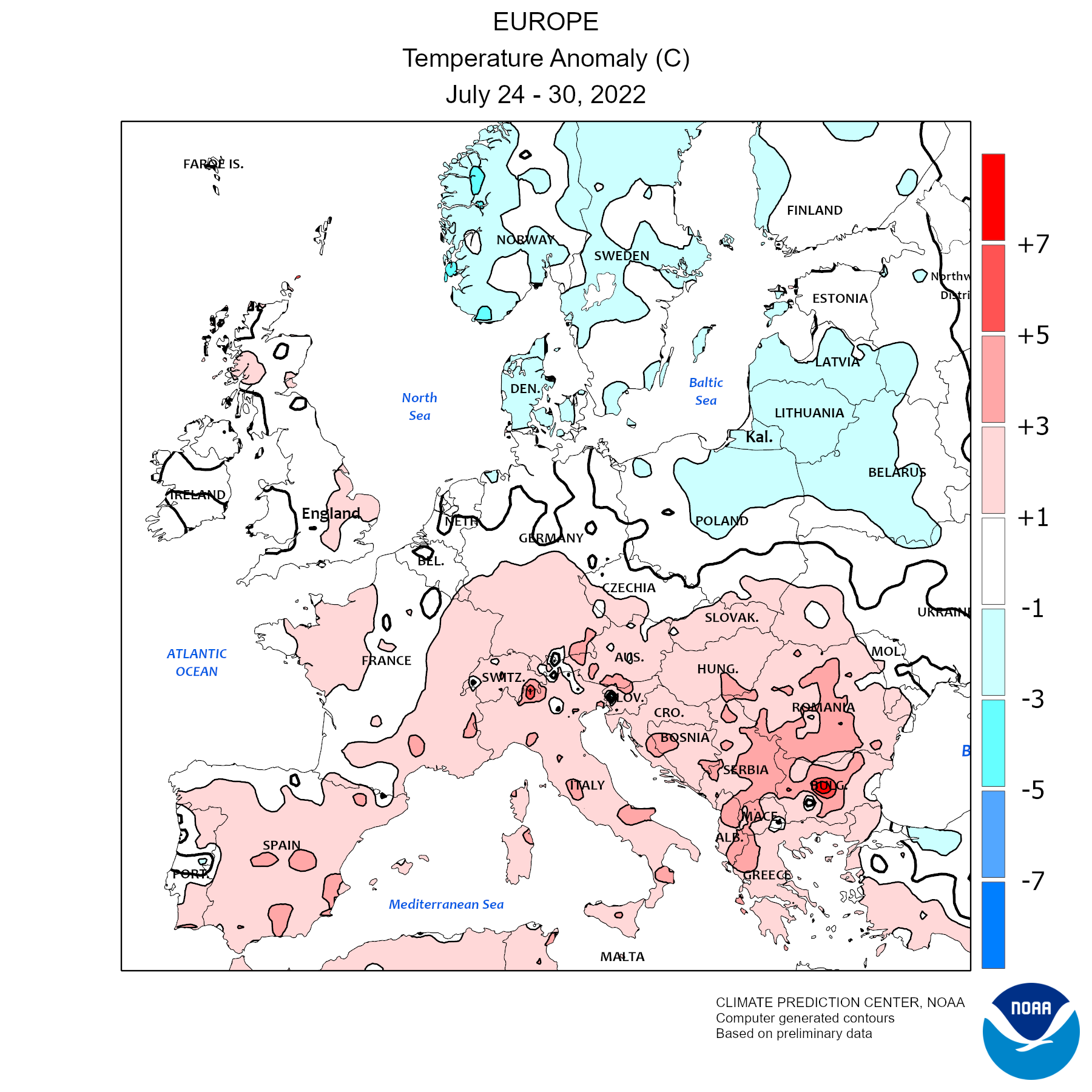
24. – 30. Juli
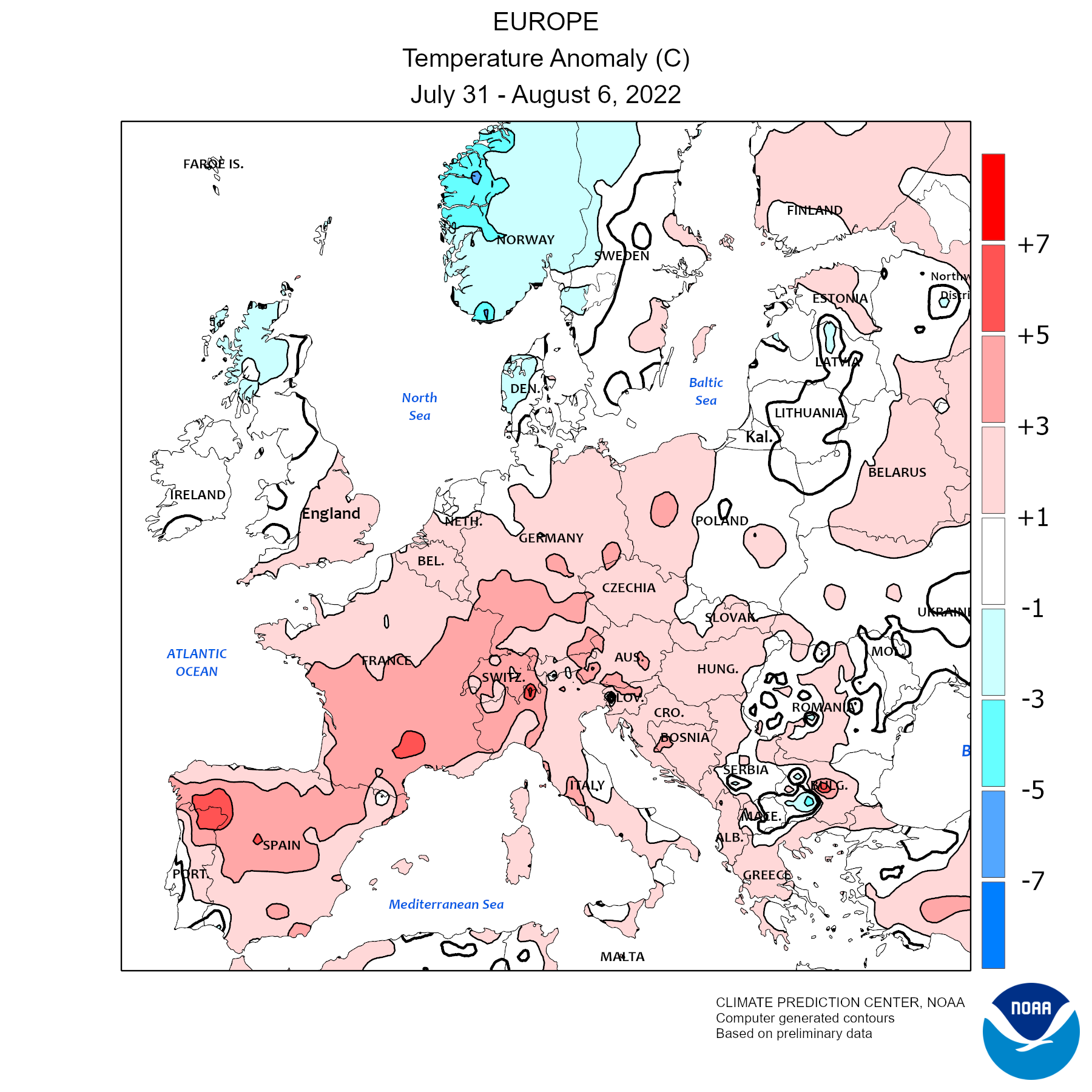
31. Juli – 6. August

Wöchentliche Meteorologische Karten des Gesamtniederschlags (mm) für Juli und August 2022
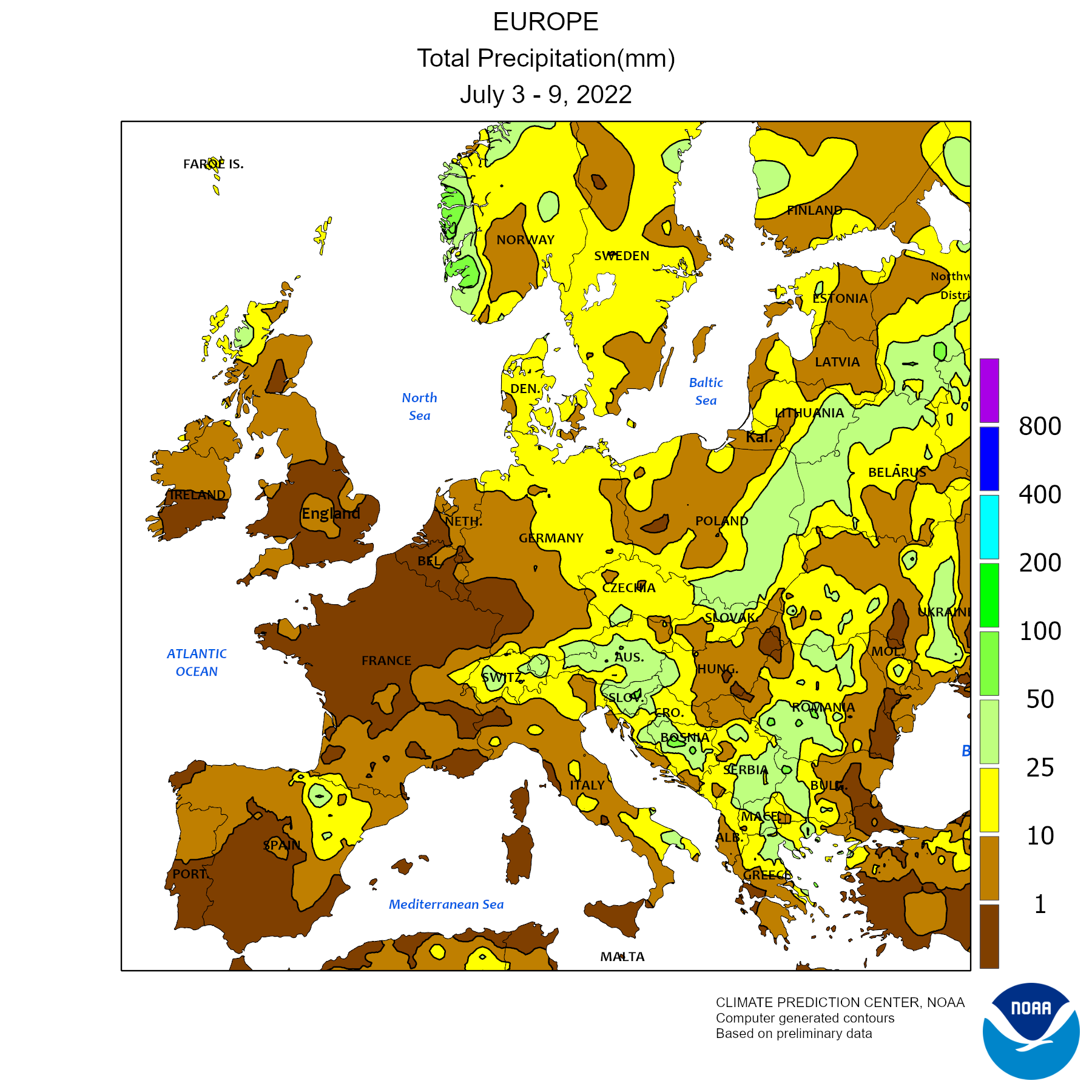
3. – 9. Juli
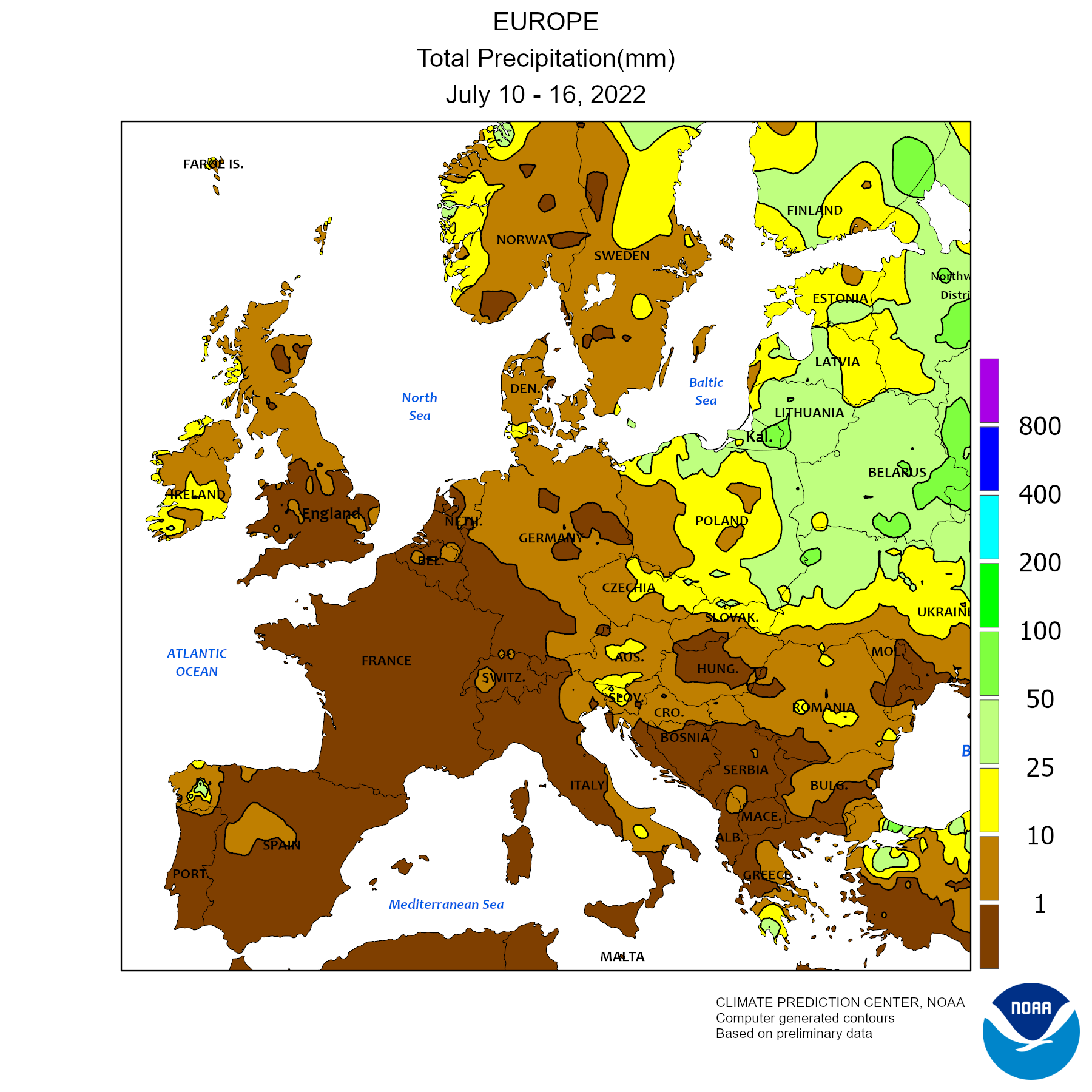
10. – 16. Juli
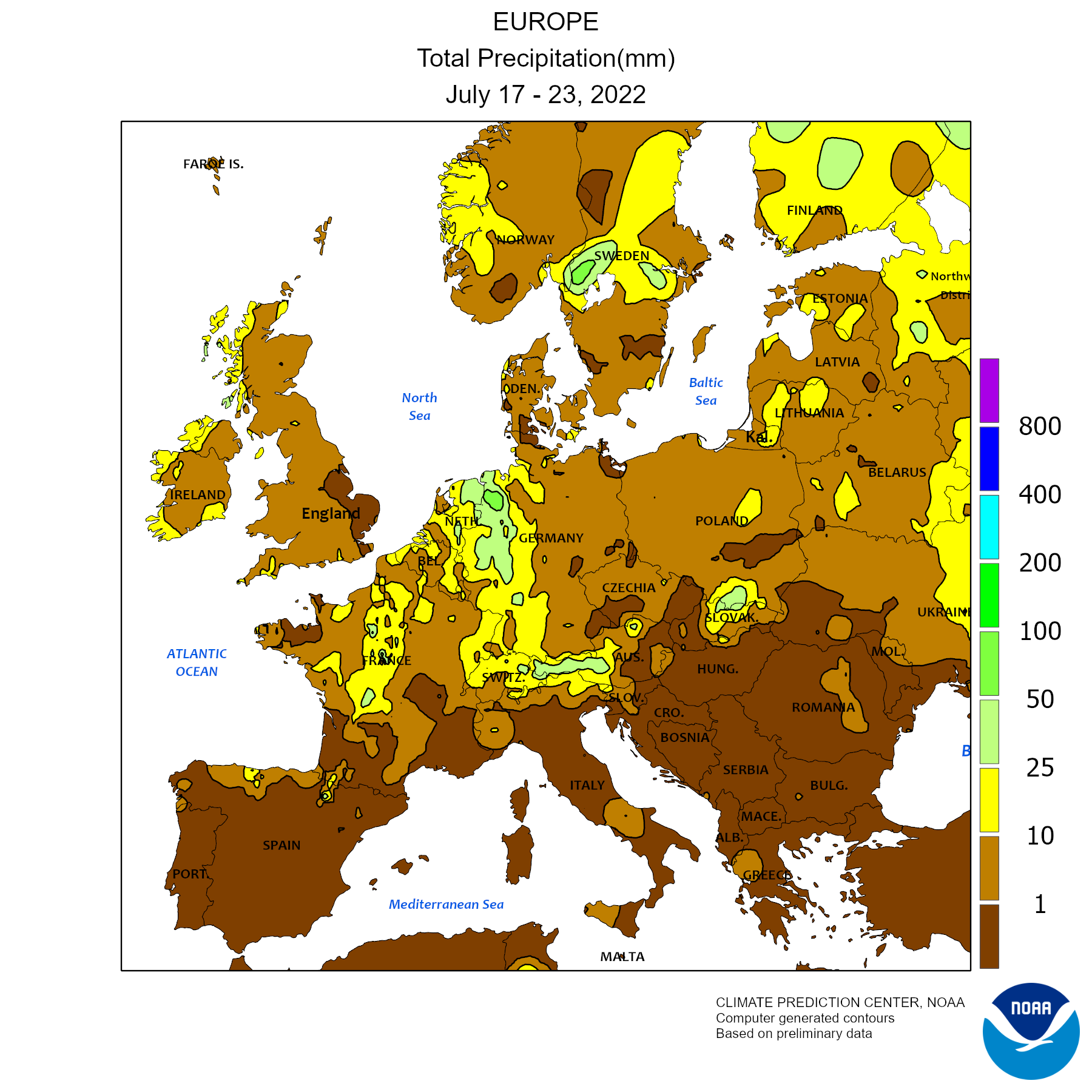
17. – 23. Juli
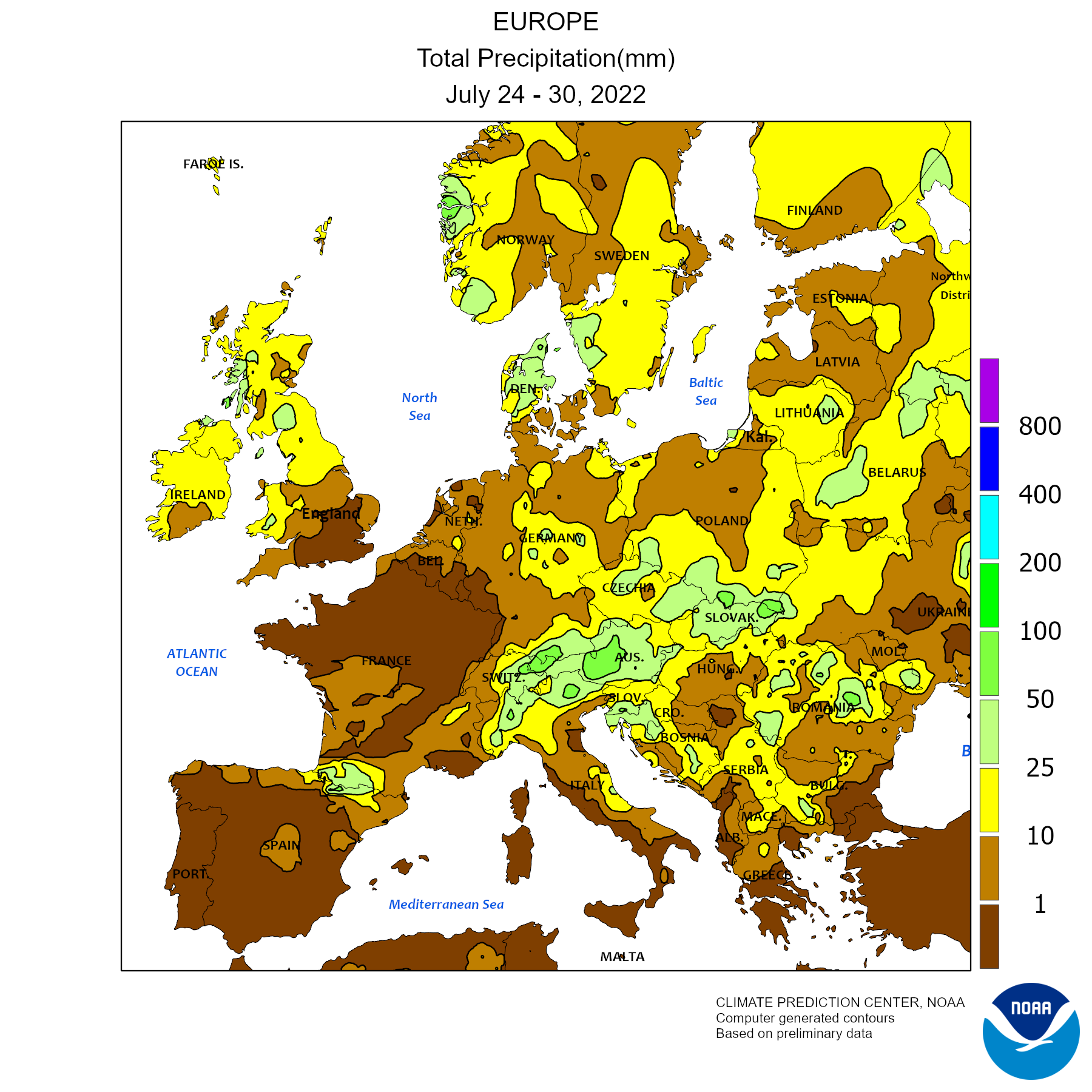
24. – 30. Juli
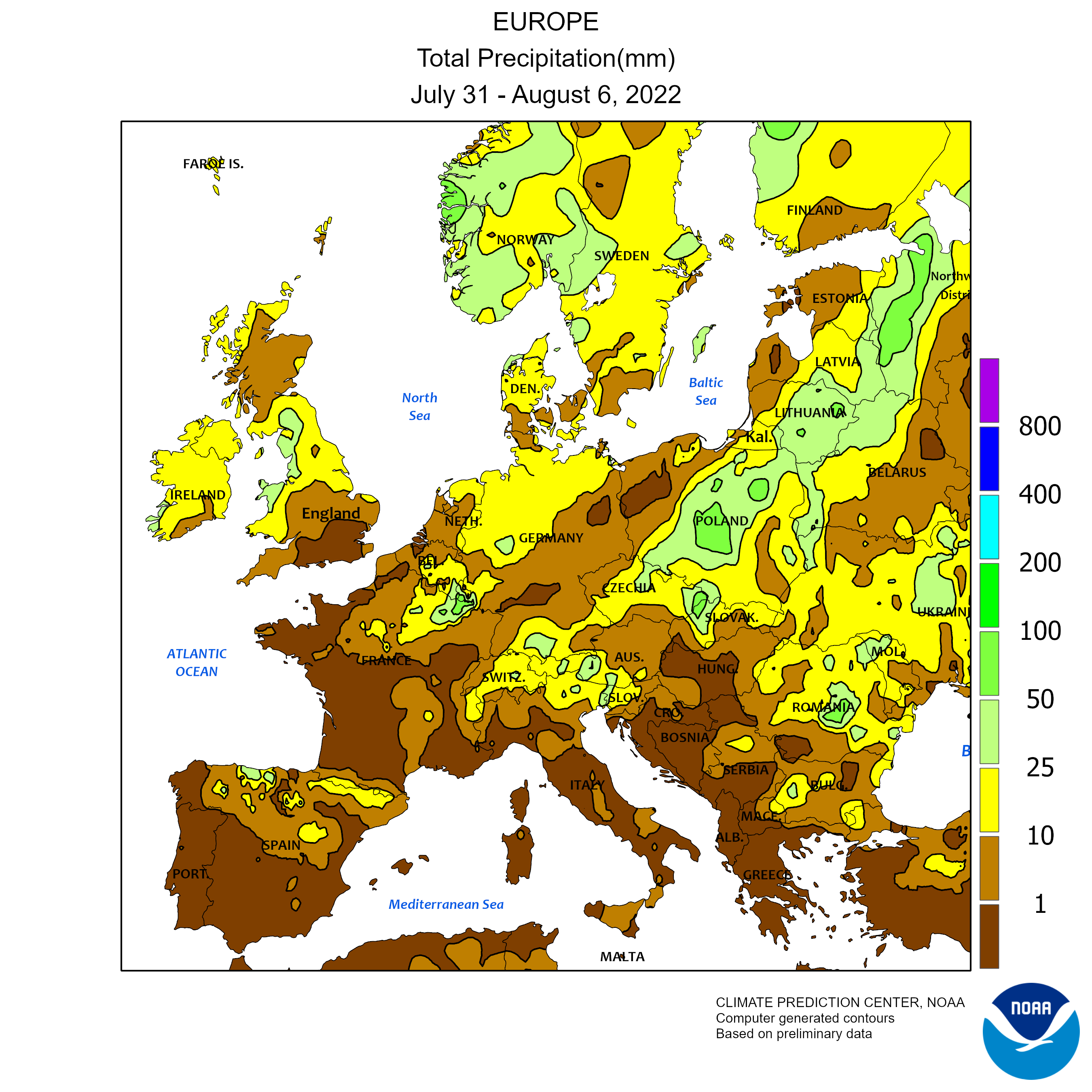
31. Juli – 6. August

### Beitrag des menschengemachten Klimawandels
Eine Attributionsstudie der World Weather Attribution kam zu dem Ergebnis, dass die „sehr niedrige sommerliche Bodenfeuchte an der Oberfläche und in der Wurzelzone Bodenfeuchtigkeit“, wie in West-Zentraleuropa zwischen Juni und August 2022 beobachtet, bei gegenwärtigem Klima statistisch nur etwa einmal alle 20 Jahre auftritt und solche Trockenheitsbedingungen in allen untersuchten Regionen zu Beginn des 20. Jahrhunderts weniger wahrscheinlich gewesen wären. In West-Zentraleuropa habe „der menschengemachte Klimawandel die Wahrscheinlichkeit einer Dürre in der Wurzelzone 2022 um das 3–4-fache und die Bodenfeuchtigkeit an der Oberfläche um das 5–6-fache erhöht“. Die Studie prognostizierte, mit fortschreitender Erderwärmung werde sich die Bodendürrelage weiter verstärken.
Durch den menschengemachten Klimawandel werden viele Extremwetterereignisse, allen voran Hitzewellen, stärker und häufiger. Durch den globalen Temperaturanstieg werden heiße Tage insgesamt wahrscheinlicher, dazu verschieben sich auch die Temperaturen heißerer Tage nach oben. Da bei den extremsten
Temperaturen die Wahrscheinlichkeit am stärksten zunimmt, werden Hitzewellen bei einem globalen Temperaturanstieg von 1 °C mehr als 1 °C wärmer. Gleichzeitig treten neue, vorher nicht gekannte Hitzeextreme auf, während Hitze, die vor der globalen Erwärmung extrem war, heute nur noch ungewöhnlich ist. Auch die Häufigkeit von Hitzewellen steigt. Hitzewellen, die vor der Industrialisierung einmal pro Jahrzehnt auftraten, kommen bei heutigem Klima bereits 2,8 Mal pro Jahrzehnt vor und sind auch 1,2 °C heißer, während Hitzewellen, die vor der Industrialisierung einmal pro 50 Jahre auftraten, 4,8-mal in 50 Jahren auftreten und 1,2 °C heißer sind. Extreme Hitzewellen können aufgrund des Klimawandels an manchen Orten mehrere hundert Mal wahrscheinlicher sein als in vorindustriellem Klima. Mit weiterer Erderwärmung steigt die Häufigkeit und Intensität von Hitzewellen weiter an. Auch Dürren werden durch den Klimawandel in verschiedenen Teilen der Welt, unter anderem auch in Teilen Europas, wahrscheinlicher und schwerer, genauso wie Kombinationen aus Hitze und Dürre. Auch führt die Kombination von stärkerer Verdunstung, selteneren, dafür aber stärkeren Regenfällen und einer geringeren durchschnittlichen Niederschlagsmenge dazu, dass Dürren in Regionen oder Jahreszeiten häufiger werden, die ohnehin bereits durch Dürren gefährdet sind.
Auch das Azorenhoch wurde wegen der menschengemachten globalen Erwärmung so groß wie seit 1200 Jahren nicht mehr und hielt damit Regen fern.

## Südeuropa
Die Iberische Halbinsel wurde im Jahr 2022 so trocken wie seit mindestens dem 1. Jahrhundert nicht. Die Oberflächentemperatur des Mittelmeeres war Ende Juli mit teils 28 °C bis zu sechs Grad wärmer als im Durchschnitt in der Vergleichsperiode zwischen 1982 und 2011. Bis Mitte August stiegen die Temperaturen auf teils 30 °C und damit auf Werte, wie sie sonst z. B. in der Karibik erreicht werden. Höhere Temperaturen bedeutet mehr Verdunstung und größere Luftfeuchtigkeit. Damit steigt die Gefahr für Unwetter und schwere, zerstörerische Stürme wie Medicanes, bei denen binnen kurzer Zeit Hunderte Liter Niederschlag pro Quadratmeter fallen können. Ökologisch bedeutet der Temperaturanstieg eine Ausbreitung von tropischen Arten bei Verdrängung und ggf. Aussterben der an die ursprünglichen Bedingungen angepassten Arten.

### Portugal
In Portugal kam es zur schlimmsten Dürre seit 20 Jahren. Am 13. Juli wurden zudem Temperaturen von 45 °C erreicht. Bis zum 18. Juli starben laut der portugiesischen Gesundheitsbehörde 1063 Menschen aufgrund der Hitzewelle.
Im Juli kam es zu mindestens 25 Waldbränden, die laut dem nationalen Kommandeur des Zivilschutzes Andre Fernandes mit der „beispiellosen meteorologischen Situation“ im Zusammenhang stehen. Beim Absturz eines Löschflugzeugs am 15. Juli kam der Pilot ums Leben. Alleine innerhalb von etwa einer Woche gingen im Juli 30.000 Hektar Wald verloren. Durch die Waldbrände wurden zudem mindestens 130 Menschen verletzt. Bis zum 14. August verbrannten 2022 insgesamt 75.000 Hektar Wald in Portugal.

### Spanien

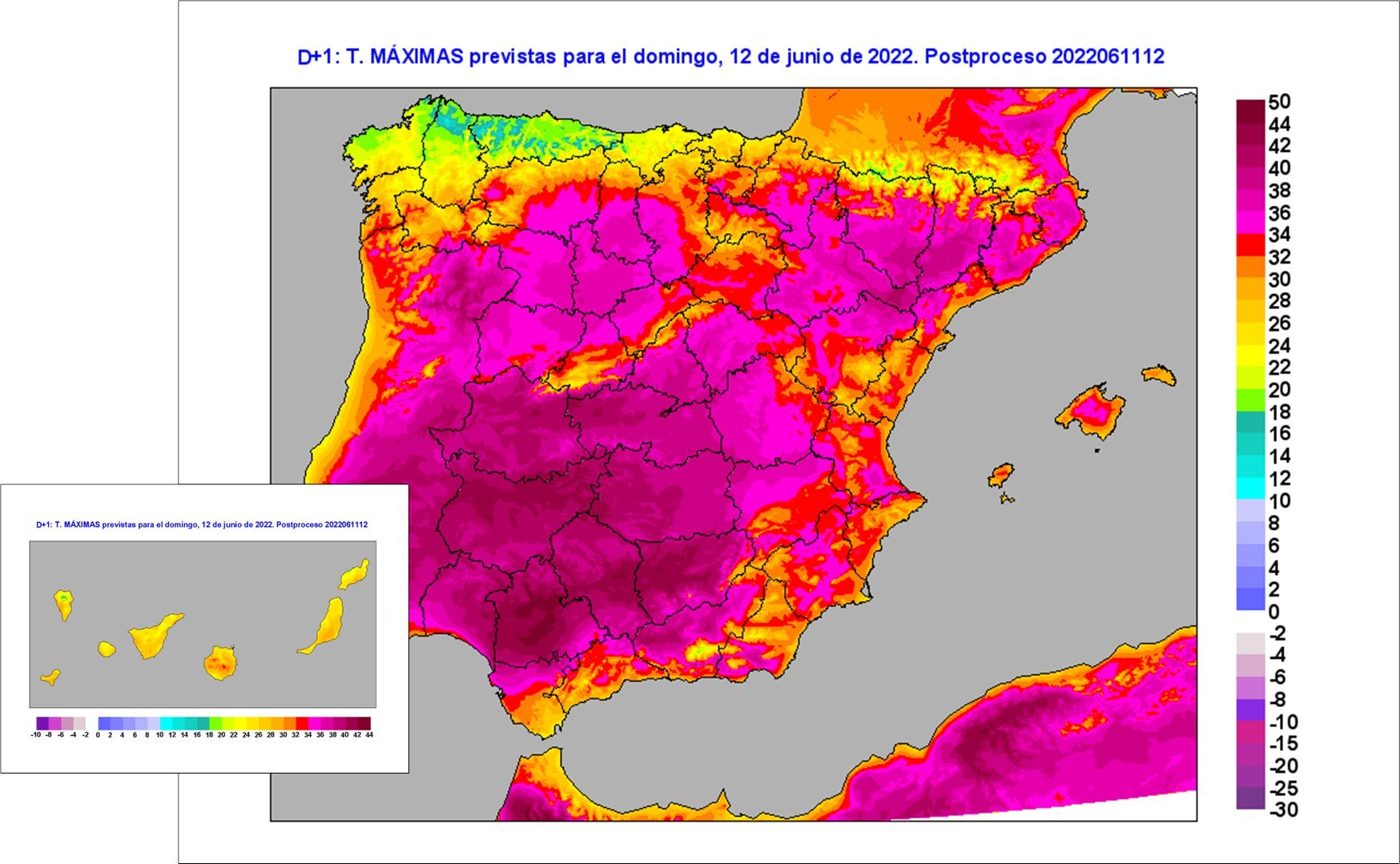
Wettervorhersage der Maximaltemperaturen für den 12. Juni in Spanien

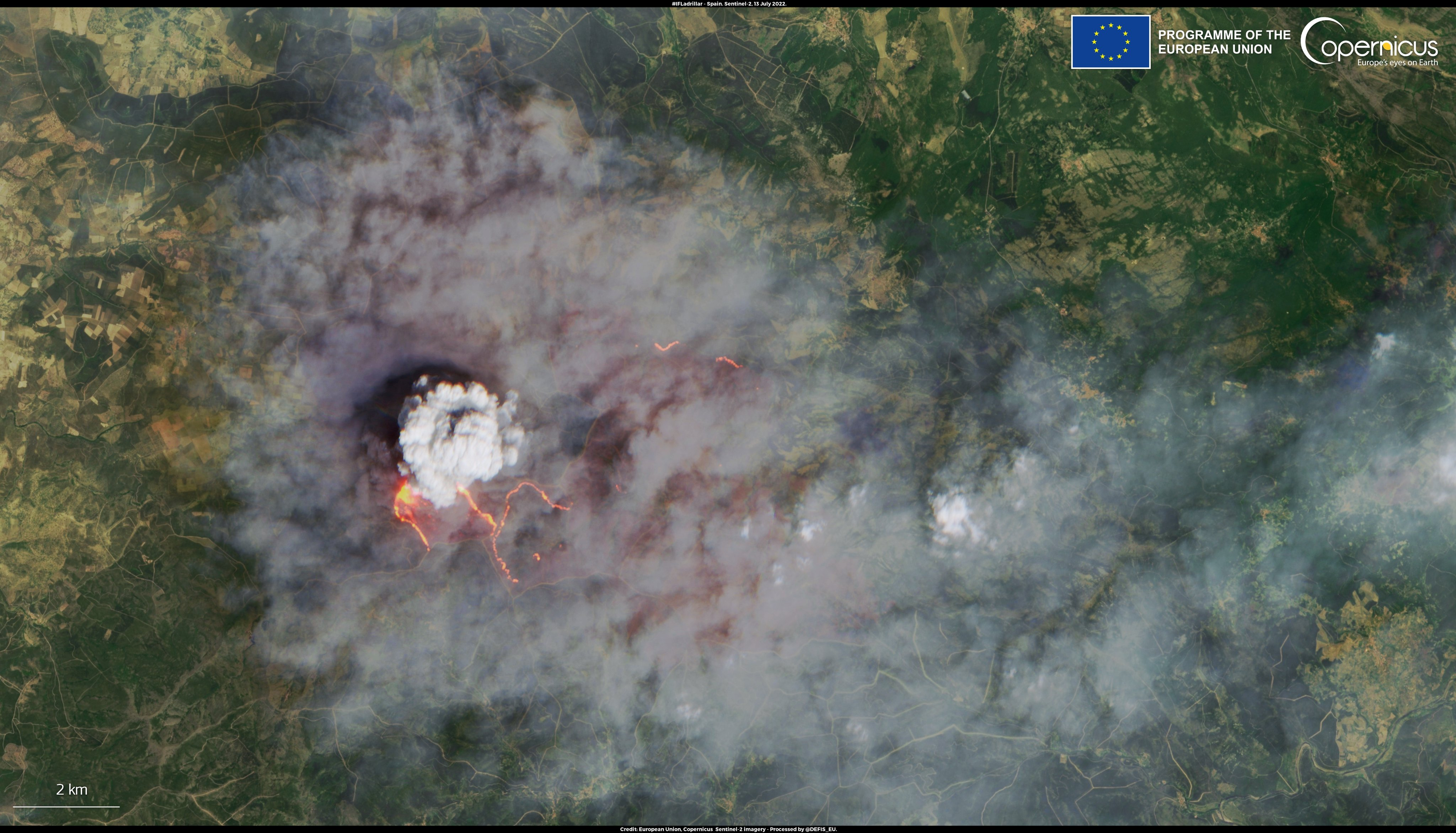
Pyrocumulus Mitte Juli nahe Salamanca

Das Jahr 2022 war in Spanien das heißeste und dritttrockenste Jahr seit Beginn der Aufzeichnungen. Die Jahresdurchschnittstemperatur lag bei fast 15,5 °C und damit erstmals überhaupt über 15 °C. Mit Ausnahme von März und April waren alle Monate zu warm. Nachdem bereits am 21. Mai der Temperaturrekord für den Mai gebrochen wurde, kam es kurz darauf zu einer sehr frühen Hitzewelle, anschließend traten bis in den Oktober hinein immer wieder Werte über 40 °C auf. In den Sommermonaten traten zudem insgesamt 42 Tage lang und damit fast den halben Sommer lang Tropische Nächte auf.
Im Juni die schlimmste Hitzewelle seit 1950 in diesem Monat, am 17. Juni wurden in Andújar Temperaturen von über 44 °C gemessen. In der Sierra de la Culebra kam es bereits im Juni zu Waldbränden.
Bis 16. Juli forderte die Hitzewelle in Spanien laut staatlichem Gesundheitsinstitut Carlos III. mindestens 360 Todesopfer. Bis zum 20. Juli waren mehr als 500 Menschen einen Hitzetod gestorben. Mitte Juli herrschten über eine Woche Temperaturen von bis zu 45 °C. Insgesamt erlebten 31 spanischen Provinzen den heißesten Sommer seit Beginn der Aufzeichnungen, zudem war das Jahr mit Stand Anfang September 2022 das vierttrockenste, das jemals in Spanien registriert wurde.
Zudem kam es zu einer Dürre und damit einhergehend großem Wassermangel. Der Sommer wurde Mitte August als wahrscheinlich trockenster Sommer seit 60 Jahren bezeichnet, es fiel weniger als die Hälfte des üblichen Niederschlags. Die Wasserreserven des Landes sanken auf 40 %, den niedrigsten Stand seit Beginn der Aufzeichnungen, ca. 70 % der Stauseen waren nicht mehr in der Lage, dauerhaft ausreichend Wasser zur Versorgung der ihnen zugeteilten Regionen zu liefern. Durch die extreme Trockenheit kam es zu ausgedehnten Waldbränden. Neben tausenden Tieren, die infolge der Hitze laut den Regionalbüros verendeten, wurden durch die Waldbrände viele Häuser zerstört, besonders in Zamora und Ávila. Durch die Feuer kamen ein Feuerwehrmann sowie ein Schafhirte ums Leben.
Mit Stand 14. August 2022 verbrannten in Spanien ca. 249.000 Hektar Wald, und damit bereits zu diesem Zeitpunkt mehr als in jedem anderen Jahr seit Beginn der Aufzeichnungen. Bisheriges Rekordjahr war 2012, als in Spanien 189.376 Hektar Wald in Flammen aufgingen. Alleine während der Hitzewelle im Juli gingen binnen gut einer Woche ca. 110.000 Hektar Wald verloren.
Infolge der Dürre fiel in der Talsperre Valdecañas der Wasserspiegel so stark ab, dass der Dolmen von Guadalperal, der nach dem Bau des Stausees überflutet wurde, wieder vollständig auftauchte. Dies ist seit der Flutung im Jahr 1963 nur vier Mal geschehen. Im Nationalpark Coto de Doñana war Anfang September 2022 die letzte Lagune komplett ausgetrocknet. Durch das fehlende Wasser sank auch die Stromerzeugung aus Wasserkraft, sodass im Sommer 2022 Gaskraftwerke besonders viel Strom erzeugen mussten. Ende Herbst fiel wieder Regen, der allerdings das Defizit nicht ausgleichen konnte. Zum Jahresende waren die Wasserspeicher nur zu ca. 43 Prozent gefüllt, 10 % weniger als der Zehnjahresdurchschnitt von 53 Prozent. In Barcelona und großen Teile Kataloniens wurden daher Ende November 2022 erneut Auflagen zum Einsparen von Wassern in Kraft gesetzt.
Die Zahl der in Spanien zwischen Juni und August aufgetretenen Hitzetoten wurden zunächst auf mehr als 4600 geschätzt, eine spätere Auswertung von Wissenschaftlern des Spanischen Nationalen Forschungsrats auf ca. 5300 Hitzetote, eine peer-reviewte Studie in Nature Medicine auf ~ 11.324.

### Frankreich

Dürrewarnstufen in den einzelnen Départements vom 12. August 2022

Satellitenbild vor und nach dem Waldbrand im Département Gironde im Juli 2022

Frankreich erlebte 2022 den nach dem Sommer 2003 zweitheißesten Sommer seit Beginn der Aufzeichnungen. Die Anfang/Mitte Juni auftretende Hitzewelle war nach Angaben von Météo-France die früheste Hitzewelle seit 1947. In Frankreich wurde zu einem Meme, dass Spitzentemperaturen von 43 °C schon im Juni 2022 eintrafen, die vor ein paar Jahren noch im Rahmen einer Warnung vor der Klimakrise für den August 2050 prognostiziert wurden. Am 18. Juli galt in 15 Départements die höchste Hitzewarnstufe, in vielen Städten wurden Rekordwerte gemessen: Nantes erlebte Temperaturen von 42 °C, 1,7 °C höher als die 1949 gemessenen 40,3 °C. In Brest wurden 39,3 °C gemessen und damit der bisherige Temperaturrekord von 35,1 °C um mehr als 4 °C übertroffen. In Saint-Brieuc wurden 39,5 °C erreicht, 1,4 °C heißer als beim vorherigen Rekord von 38,1 °C. Nach Angaben der Gesundheitsbehörden starben zwischen 1. Juni und 15. September rund 10.400 Menschen an der Hitze, wobei die Übersterblichkeit während der drei Hitzewellen des Sommers mit 16,7 % besonders hoch war.
Es kam ebenfalls zu einer schweren Dürre. Mit 9,7 Millimeter Regen wurde der trockenste Juli seit Messbeginn 1959 registriert. Anfang August setzte Frankreich aufgrund der Dürre einen Krisenstab ein. Premierministerin Elisabeth Borne erklärte, die Dürre sei die schlimmste, die je in Frankreich festgestellt worden sei. In fast allen Departements wurde die Wassernutzung eingeschränkt. Zu dem Zeitpunkt mussten mehr als 100 Gemeinden per LKW mit Trinkwasser versorgt werden, nachdem die leitungsgebundene Wasserversorgung zusammengebrochen war. Verschiedene Flüsse trockneten aus, andere führten nur noch wenig Wasser. Die Loire führte z. B. nur noch wenige Dezimeter Wasser, der Pegel des Verdon lag sechs Meter niedriger als üblich. Betroffen war fast ganz Kontinentalfrankreich, nahezu überall galten Einschränkungen bei der Wassernutzung, in mehr als 60 der 96 Départements wurde sogar die Krisenstufe ausgerufen, bei der u. a. keine Gärten und Grünanlagen mehr bewässert oder Autos gewaschen werden durften. Infolgedessen kam es u. a. zu großen Schäden in der Landwirtschaft. Nach dem niederschlagsarmen Winter sowie der großen Hitze im Sommer ging zudem die Eisdicke des Rhonegletschers binnen weniger Wochen um mindestens drei Meter zurück (Stand August 2022).
Die Hitze und Trockenheit führte dazu, dass einige Kernkraftwerke, die Kühlwasser aus Flüssen beziehen, ihre Leistung drosseln mussten, um die Flüsse nicht noch weiter zu erwärmen. Da Mitte August 2022 nur 27 von 56 französischen Kernreaktoren in Betrieb waren und sich das Land in einer Energiekrise befand, drohte sich die Lage zu verschärfen. Fünf Kernkraftwerke erhielten daher Ausnahmegenehmigungen zur Sicherstellung der Netzstabilität, die bis Mitte September erlaubten, die Kraftwerke auch bei höherer Wassertemperatur zu betreiben (siehe  Abschnitt „Ausfälle 2021/2022“ im Artikel „Kernenergie in Frankreich“). Umweltverbände befürchteten infolge der Aufheizung der Flüsse schwere Umweltauswirkungen wie Fischsterben oder die Ausbreitung aggressiver Arten.
Infolge der Dürre sowie starker Winde kam es zu einer Vielzahl von Waldbränden. Am Bassin d’Arcachon, bei La Teste-de-Buch und bei Landiras vernichteten zwei große Brände rund 20.600 ha Wald, eine Fläche in etwa der Größe Stuttgarts. Infolge der Brände mussten rund 36.750 Menschen evakuiert werden.
Bis zum 14. August verbrannten insgesamt 62.000 Hektar Wald in Frankreich. Stark betroffen war nicht zuletzt die Umgebung von Bordeaux, wo zwei Brände im Juli mehr als 21.000 Hektar Wald verheerten. Infolge dieser Brände mussten ca. 36.000 Menschen evakuiert werden. Am 9. August flammte einer der Brände, der im Juli rund 13.000 Hektar eines alten Pinienwaldes zerstört hatte, bei erneut hohen Temperaturen und Wind nochmals auf und verbrannte alleine binnen weniger Stunden mehr als 6.000 Hektar Wald. Darauf mussten wieder über 10.000 Menschen evakuiert werden. Mitte August waren mehr 10.000 Feuerwehrleute und Zivilschutzangehörige in die Brandbekämpfung diverser Waldbrände in ganz Frankreich eingebunden. Unterstützt wurden sie über einen EU-Katastrophenschutzmechanismus auch von Feuerwehren weiterer EU-Staaten, u. a. aus Deutschland, Österreich, Rumänien, Polen und Schweden. Umweltminister Christophe Béchu sprach von Bränden in bisher nicht gekannter Dimension, die nun infolge des Klimawandels auch verstärkt nördliche Teile Frankreichs träfen.
Bis etwa zum 12. August wurden durch die Brände in Frankreich geschätzt mehr als eine Million Tonnen CO₂ freigesetzt und damit deutlich mehr als in einer durchschnittlichen Waldbrandsaison mit rund 0,5 Millionen Tonnen.
Mitte September kam es in Südfrankreich zu einer neuen Hitzewelle, bei der mit 39,1 °C ein neuer Septembertemperaturrekord aufgestellt wurde. Im Zuge dieser Hitzewelle sowie starker Winde kam es zu teils großen Waldbränden in Südfrankreich. Bei Bordeaux breitete sich ein Brand auf 3500 ha Fläche aus, 800 Menschen mussten evakuiert werden.

### Italien
Bis Mitte August 2022 herrschte in Italien das trockenste und heißeste Jahr seit Beginn der Aufzeichnungen. Gemäß Luca Mercalli, Präsident der Italienischen Meteorologischen Gesellschaft, gab es in den 230 Jahre zurückreichenden Wetterdaten keine mit der Dürre und Hitze des Jahres 2022 vergleichbaren Daten.
Bereits seit Dezember 2021 herrschte eine schwere Dürre in Norditalien und in der Po-Ebene. Wegen des milden Winters 2021/22 floss kaum Schmelzwasser in die norditalienischen Täler und Ebenen. Alle oberitalienischen Seen waren betroffen, am stärksten der Lago Maggiore und der Comer See. Bereits im Juni war absehbar, dass der Wassernotstand ausgerufen werden muss. Das 75.000 km² große Einzugsgebiet des Po war von der schlimmsten Dürre seit über 70 Jahren betroffen, im Juni halbierte sich der Wasserdurchfluss innerhalb von zwei Wochen. Die Durchflussmenge des Po sank auf ein Zehntel des üblichen Wertes, der Pegel lag zwei Meter unter Normal. Infolge des Niedrigwassers floss salziges Meerwasser bis etwa 40 km flussaufwärts und verseuchte dort Grundwasserschichten, die dadurch nicht mehr als Trinkwasser oder zur Bewässerung geeignet waren. Lecke Wasserleitungen verschlimmern das Wasserproblem.
In fünf Regionen Norditaliens wurde Anfang Juli der Dürre-Notstand erklärt und Trinkwasser rationiert. Mache Dörfer mussten per LKW mit Trinkwasser versorgt werden. Durch die Dürre wurde die Landwirtschaft schwer in Mitleidenschaft gezogen, sodass insbesondere für die Ernte von Reis und Mais in der Po-Ebene eine schwere Missernte erwartet wurde. Gemäß des Bauernverbandes Coldiretti verursachte die Dürre 2022 in der italienischen Landwirtschaft Ausfallschäden in Höhe von sechs Milliarden Euro.
Die Regionen Piemont, Lombardei, Venetien, Friaul-Julisch Venetien und Emilia-Romagna erhielten von der italienischen Regierung 35 Millionen Euro Hilfsgelder. Die Stromerzeugung aus Wasserkraft ging deutlich zurück, Trinkwasser wird mancherorts rationiert. Die ungewöhnliche Hitze wird auch als Faktor für den Gletschersturz an der Marmolata am 3. Juli genannt, bei dem elf Menschen starben. In der Nacht zum 8. Juli kam es zu schweren Unwettern. Ebenfalls kam es in Italien zu schweren Waldbränden, die bis zum 14. August insgesamt ca. 42.000 Hektar Wald verbrannten.
Kritisiert wurde in Italien die Berichterstattung über die Ereignisse in den deutschen Medien. So rieten beispielsweise Der Spiegel und die Bild in ihren Onlineausgaben wegen des angeblichen niedrigen Wasserstandes „Besser nicht kopfüber in den Gardasee springen“. Einige Fremdenverkehrsverbände reagierten auf die Falschmeldungen und informierten über die Lage. So stand der Pegel des Sees 44 cm über dem Pegelnullpunkt und war damit 80 cm niedriger als im Vergleichszeitraum im Jahr zuvor.
Mit Stand Februar 2023 hält die Dürre in Norditalien nach wie vor an. Im März 2023 erreichte der Pegel des Gardasees wegen des fehlenden Schmelzwassers nur 47 cm, im Februar waren es 45 cm und im Januar 46 cm.

### Griechenland
Auf Euböa, der zweitgrößten Insel Griechenlands, brach Mitte Juni der erste größere Waldbrand aus. Die Insel wurde von den Waldbränden im Sommer 2021 besonders schwer getroffen, als Zehntausende Hektar Wald verbrannten. Alleine zwischen 17. und 18. Juli brachen binnen 24 Stunden 108 Feuer aus. Bis zum 14. August verbrannten insgesamt 22.000 Hektar Wald in Griechenland.

### Slowenien
In Slowenien wurde wegen der anhaltenden Dürre in den Küstenstädten Koper, Izola, Piran und Ankaran der Verbrauch von Trinkwasser reduziert, indem öffentliche Springbrunnen und Bewässerungsanlagen abgeschaltet wurden. Zudem wurde der Gebrauch von Leitungswasser für Zwecke wie der Bewässerung von Gärten vorübergehend verboten.

### Rumänien
Rumänien war von besonders ausgedehnten Waldbränden betroffen. Bis zum 14. August verbrannten insgesamt 151.000 Hektar Wald in Rumänien, mehr als 10 mal so viel wie in einem durchschnittlichen Jahr (14.000 ha). Zu dem Zeitpunkt war in Europa nur in Spanien noch mehr Fläche verbrannt worden. Anscheinend ist der Amara-See seit Mai 2022 komplett ausgetrocknet.

## Mitteleuropa

### Deutschland
Sonnenstundenrekord
Gemessen an der Gesamtzahl der Sonnenstunden von Juni bis einschließlich August war der Sommer 2022 in Deutschland laut Deutschem Wetterdienst (DWD) der sonnenreichste seit Beginn der Wetteraufzeichnung. Im Durchschnitt schien (Stand 30. August 2022) die Sonne 817 Stunden in Deutschland. Der vorherige Rekord war der Sommer 2003 mit bundesweit 793,3 Sonnenstunden.
Temperaturrekorde 
Am 19. Juli war vor allem der Westen Deutschlands von hohen Temperaturen betroffen. In vielen Orten insbesondere in Nordrhein-Westfalen und Niedersachsen wurden über 38 °C erreicht, in Duisburg stieg die Temperatur auf 39,5 °C, die bis zu dem Zeitpunkt höchste Temperatur des Jahres.

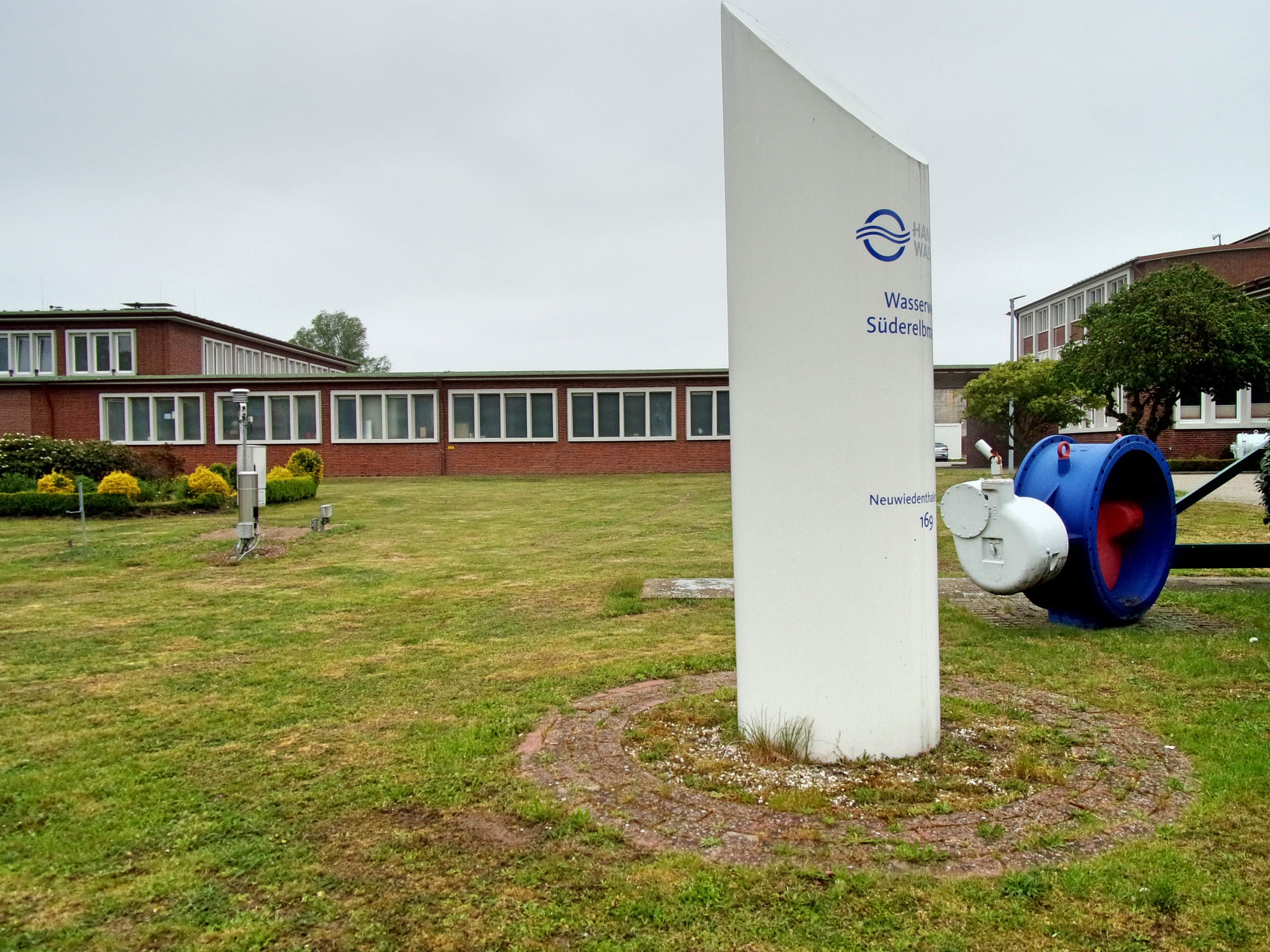
Links im Bild (2019) die Wetterstation am Wasserwerk Süderelbmarsch bei Hamburg-Neuwiedenthal

Am 20. Juli gab der DWD für nahezu das gesamte Bundesgebiet eine Hitzewarnung aus. Am 20. Juli wurden in sechs Bundesländern noch nie dort dagewesene Temperaturen gemessen. In Hamburg wurde mit 40,1 °C bei Neuwiedenthal ebenfalls erstmals mehr als 39,9 °C gemessen. Damit wurde der bisherige Hamburg-Rekord von 37,3 °C aus dem Jahr 1992 um fast 3 Grad überboten. Auch in Sachsen-Anhalt (bei Huy-Pabstorf) und Niedersachsen (bei Hohenbostel) wurden erstmals 40,0 °C gemessen. Dieser Wert war zuvor in Deutschland noch nie so weit nördlich gemessen worden. Temperaturrekorde gab es außerdem für Mecklenburg-Vorpommern (39,4 °C in Boizenburg) und Schleswig-Holstein (39,1 °C bei Grambek).
Es war das zehnte Mal seit Beginn der Wetteraufzeichnungen, dass in Deutschland an einem Tag Temperaturen von 40 Grad oder mehr gemessen wurden. Erstmals war dies 1983 bei zwei Wetterstationen der Fall, nachdem in den rund 100 Jahren von Beginn der Aufzeichnungen 1881 bis 1982 kein einziges Mal mehr als 40 °C gemessen wurden, das zweite Mal während der Hitzewelle in Europa 2003. Seit 2015 traten mehrfach 40 °C und mehr auf, im Juli 2019 gleich an 25 Messstationen.
Im Zuge des Hitzesommers sowie des länger anhaltenden Gletscherschwundes schmolz der Südliche Schneeferner so weit ab, dass ihm im September 2022 der Status als Gletscher aberkannt wurde. Das vollständige Abschmelzen der verbliebenen Reste wird für 2023 oder 2024 erwartet.
Auch der Oktober 2022 war außergewöhnlich warm und lag mit 12,5 °C um 3,5 °C über dem Mittelwert der international gültigen Referenzperiode 1961–1990. Damit war der Oktober 2022 zusammen mit dem Oktober 2001 der wärmste seit Beginn der Aufzeichnungen. Besonders warm war es gegen Monatsende, in mehreren Bundesländern wurden Oktoberrekorde gebrochen. In Müllheim bei Freiburg wurden am 28. Oktober sogar 28,7 °C gemessen, mancherorts, u. a. in München, wurden gleich vier Sommertage mit mehr als 25 °C festgestellt. In Werl wurden in der Nacht vom 27. Oktober auf den 28. Oktober 2022 Minimaltemperaturen von 18,5 °C gemessen, womit der Tropennachtstatus nur um 1,5 °C verfehlt wurde.
Um den Jahreswechsel 2022/23 kam es im Zuge einer südwestlichen Strömung zu zahlreichen neuen Temperaturrekorden in Deutschland und Europa. An Silvester wurden an gleich vier Stationen Werte über 20 °C gemessen. Die 20,8 °C, die in Wielenbach aufgezeichnet wurden, übertrafen den vorherigen Silvesterrekord von 17,0 °C um 3,8 °C. Auch die Nachttemperaturen blieben ungewöhnlich hoch: In der Nacht von Silvester auf Neujahr wurden Tiefsttemperaturen von teils mehr als 15 °C gemessen. Zwischen dem 31. Dezember 2022 und dem 2. Januar 2023 wurden in Deutschland annähernd 950 lokale Temperaturrekorde gebrochen. Angesichts der zahlreichen Temperaturrekorde in vielen europäischen Staaten, die nicht selten mit sehr großen Margen übertroffen worden waren, sprachen manche Beobachter von der „schlimmsten Hitzewelle aller Zeiten in Europa“.
Insgesamt betrug die Jahresdurchschnittstemperatur 2022 10,5 °C und stellte damit den bisherigen deutschen Jahrestemperaturrekord aus dem Jahr 2018 mindestens ein. Damit lag die durchschnittliche Temperatur im Jahr 2022 um 1,7 °C höher als noch bei Beginn der systematischen Messungen im Jahr 1881 und 2,3 °C über dem Wert der international gültigen Referenzperiode 1961–1990.
 Gesundheitliche Auswirkungen 
Im Juli 2022 kam es gemäß Statistischem Bundesamt zu einer deutlichen Übersterblichkeit, die vor allem auf die Hitze zurückgeführt wird. Insgesamt wurden im Juli 2022 mehr als 85.000 Todesfälle gezählt, mehr als 9.000 Todesfälle mehr als im Durchschnitt der Jahre 2018–2021. Besonders hoch war die Übersterblichkeit an den heißesten Tagen. Auch in den Vorjahren kam es während Hitzeperioden immer wieder zu Tausenden Hitzetoten, wobei insbesondere ältere Menschen mit Vorerkrankungen, Herz-Kreislauf-Erkrankungen und Atemwegserkrankungen betroffen waren. Das Robert Koch-Institut schätzte, dass im Sommer 2022 ca. 4500 Menschen in Deutschland infolge der Hitze starben. Eine peer-reviewte Studie in Nature Medicine kam auf ca. 8.173 Hitzetote in Deutschland.
 Waldbrände 

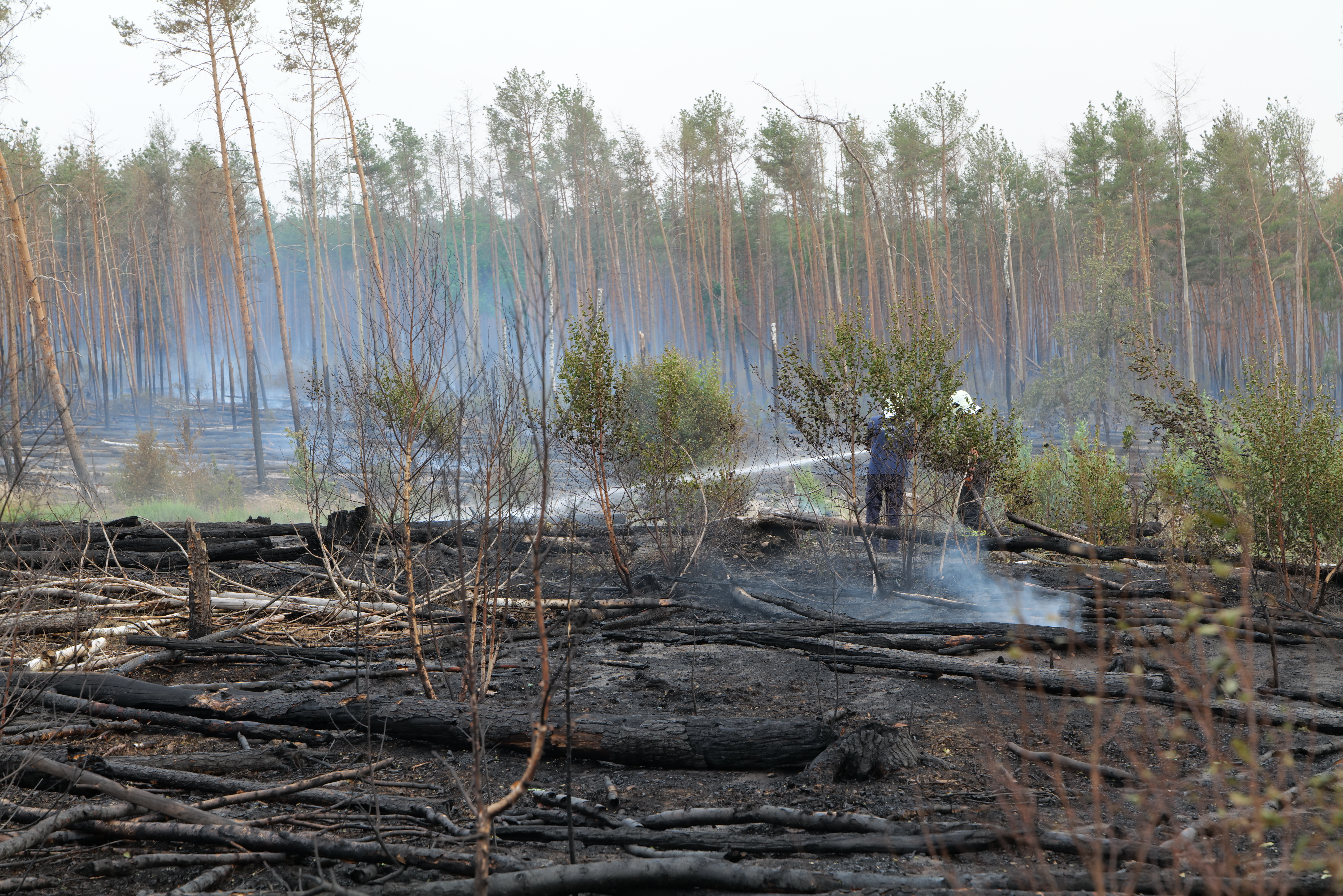
Nachlöscharbeiten bei einem großen Waldbrand in Treuenbrietzen im Jahr 2022

In Teilen Deutschlands, insbesondere Teilen von Brandenburg, Berlin, Sachsen-Anhalt, Niedersachsen und Frankens, herrscht seit dem sehr starken Dürrejahr 2018 eine durchgehende Dürre. In anderen Teilen Deutschlands löste sich die 2018 begonnene Dürre im Laufe des niederschlagsreichen Jahres 2021 auf und bildete sich ab dem deutlich zu trockenen und zu warmen Winter 2021/22 neu aus.
Infolge der Dürre kam es ebenfalls zu zahlreichen kleineren und größeren Wald- und Flurbränden in Deutschland. Bis Mitte August verbrannten alleine Großbrände von mehr als 30 Hektar Fläche rund 4300 Hektar Wald, die größte Fläche seit Beginn der Aufzeichnungen. Das bisherige Rekordjahr war 2019 mit 2711 Hektar Waldfläche gewesen, im Durchschnitt waren es seit 1991 776 Hektar pro Jahr gewesen. Den Gesamtschaden beziffern AGDW Die Waldeigentümer und der Deutsche Feuerwehrverband auf „deutlich mehr als 600 Millionen Euro“. Betroffen waren vor allem Brandenburg und Sachsen, wo es gleich mehrere große Brände mit mehr als 100 ha Ausdehnung gab. Bei Frohnsdorf wurden 170 Hektar und zwischen Seddin und Beelitz 230 Hektar Wald ganz oder teilweise zerstört. Beide Feuer hatten ihren Höhepunkt rund um den 18. Juni. Ab dem 23. Juni brannten in der Gohrischheide an der Grenze von Brandenburg zu Sachsen insgesamt 900 Hektar. Im Juli brachen u. a. in der Region um Falkenberg und im östlichen Teil des Elbsandsteingebirges große Brände aus, die jeweils Hunderte Hektar Wald verbrannten.
Bei den Bränden wurden auch Menschen verletzt, die im Krankenhaus behandelt werden mussten. Der Innenminister von Brandenburg, Michael Stübgen, bezeichnete die Dürresituation in Brandenburg als „die schlimmste, die das Land in seiner Geschichte bisher erlebt hat“.
Auch in Hessen kam es Mitte August bei Münster auf munitionsverseuchtem Boden zu einem Waldbrand, der sich auf eine Fläche von 34 ha ausdehnte. Bis zum Löschen nach fast einer Woche waren insgesamt ca. 4.500 Einsatzkräfte mit 615 Fahrzeugen sowie drei Löschhubschraubern im Einsatz. Im Raum Dillenburg und Haiger brannten ab dem 12. August zwischen 44 und 47 Hektar Wald, die Flammen kamen bis auf 50 Meter an die Ortsbebauung von Niederroßbach (Haiger) heran und konnten nur unter massivem Einsatz von ca. 1.000 Einsatzkräften gestoppt werden. Am Brocken im Harz brach Anfang September ein Waldbrand aus, der sich bis auf ca. 160 Hektar ausbreitete. Beim Löschen des sich teils auch unterirdisch ausbreitenden Brandes kamen neben Feuerwehr und mehreren Löschhubschraubern auch zwei Löschflugzeuge aus Italien zum Einsatz.
 Niedrigwasser und dessen Folgen 

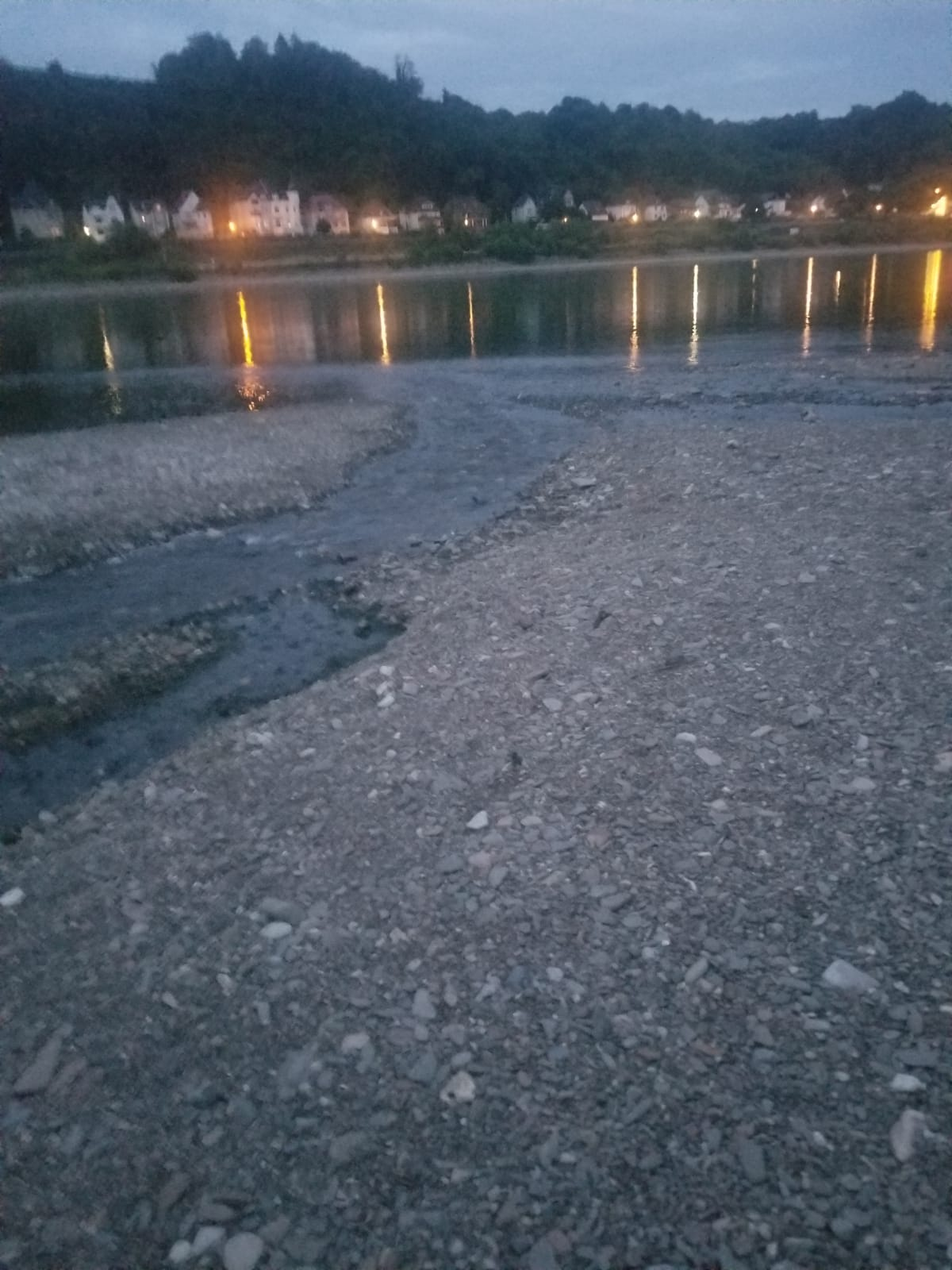
Ahrmündung 23. Juli 2022, Pegelstand Bad Bodendorf 46 cm

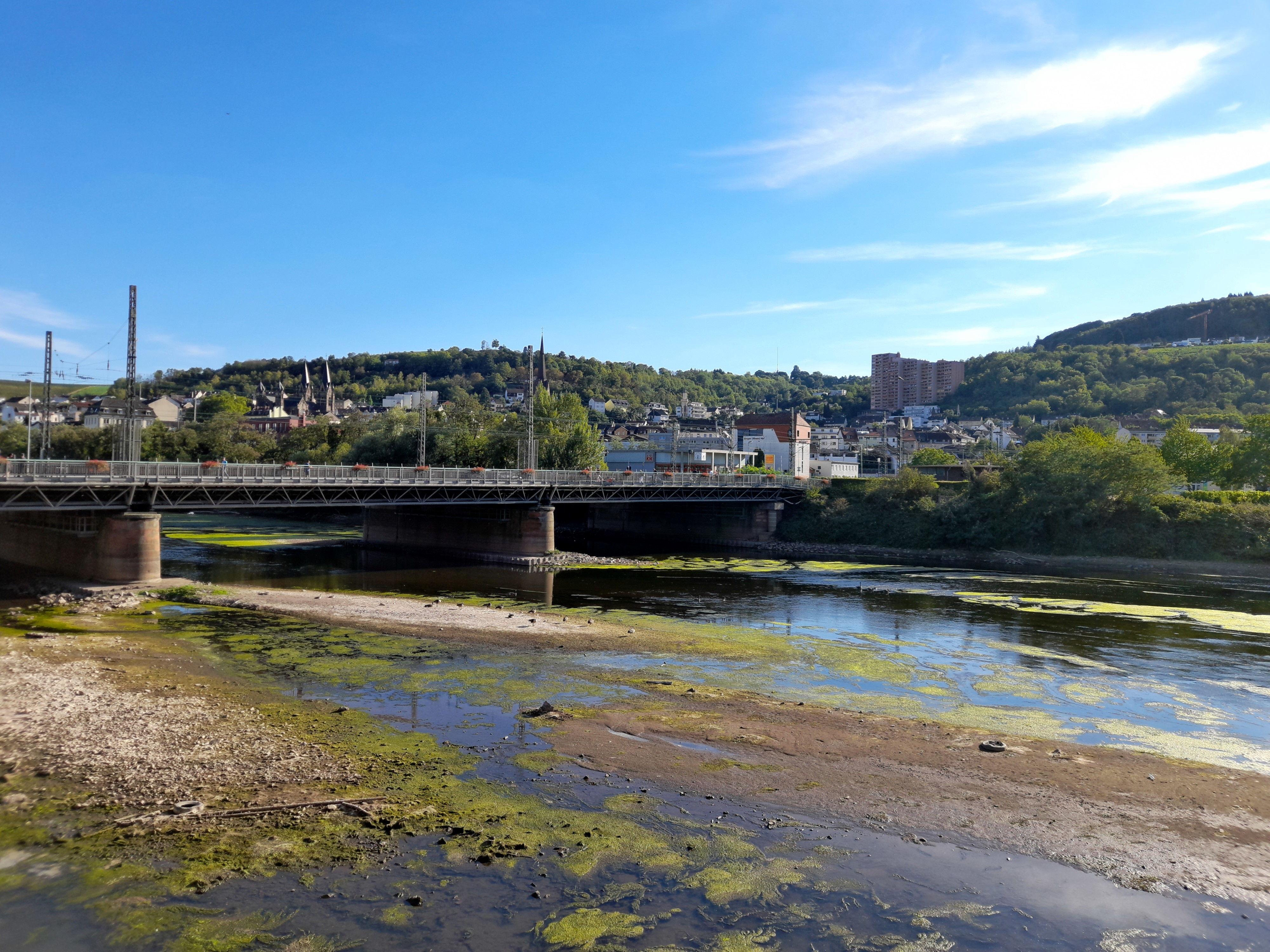
Mündung der Nahe in den Rhein, Anfang August 2022

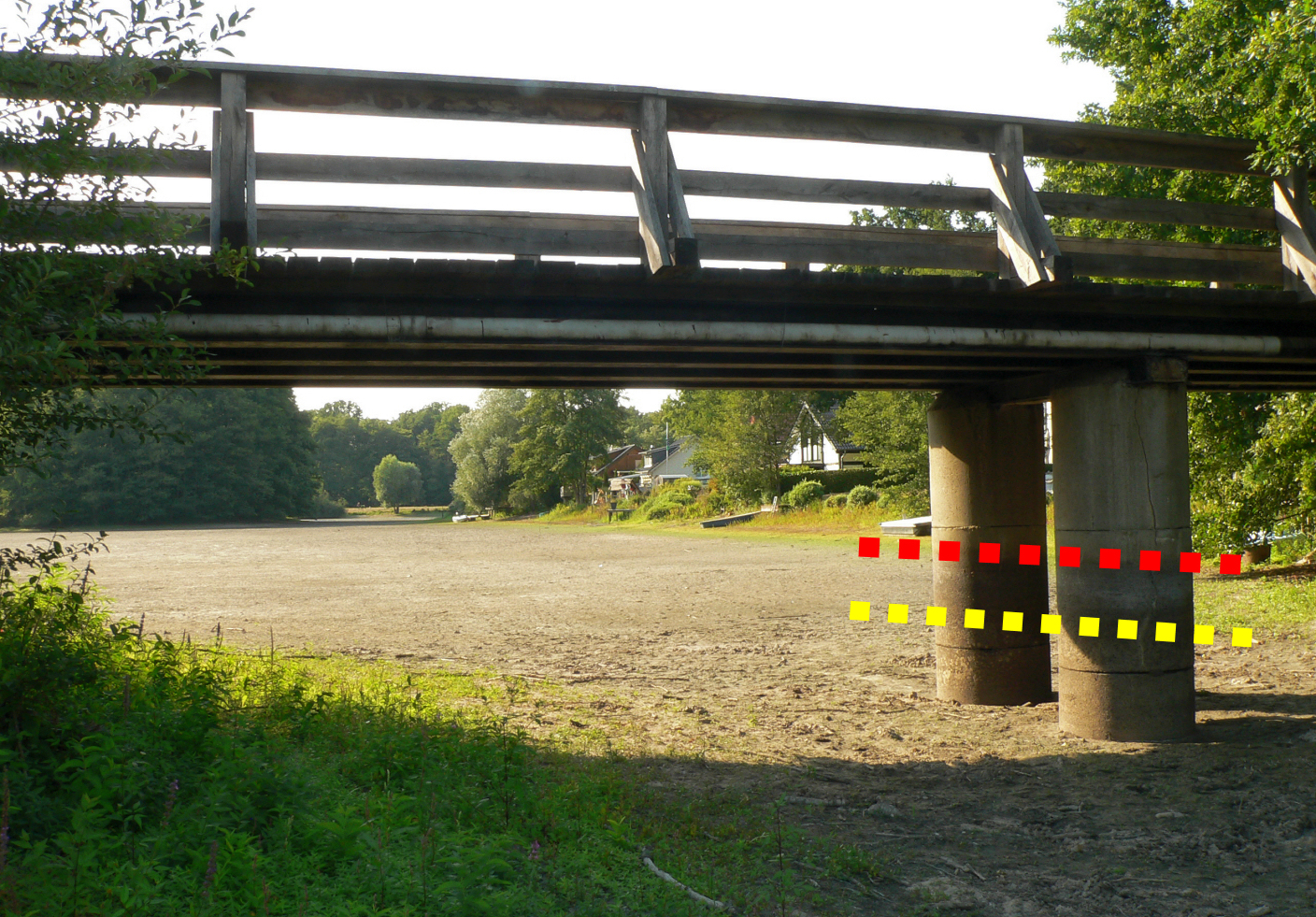
Trockengefallene Spreewaldseen in Niedersachsen mit roter und gelber Punktlinie, die den üblichen Wasserstand zwischen 1 und 1,2 Meter anzeigen, September 2022

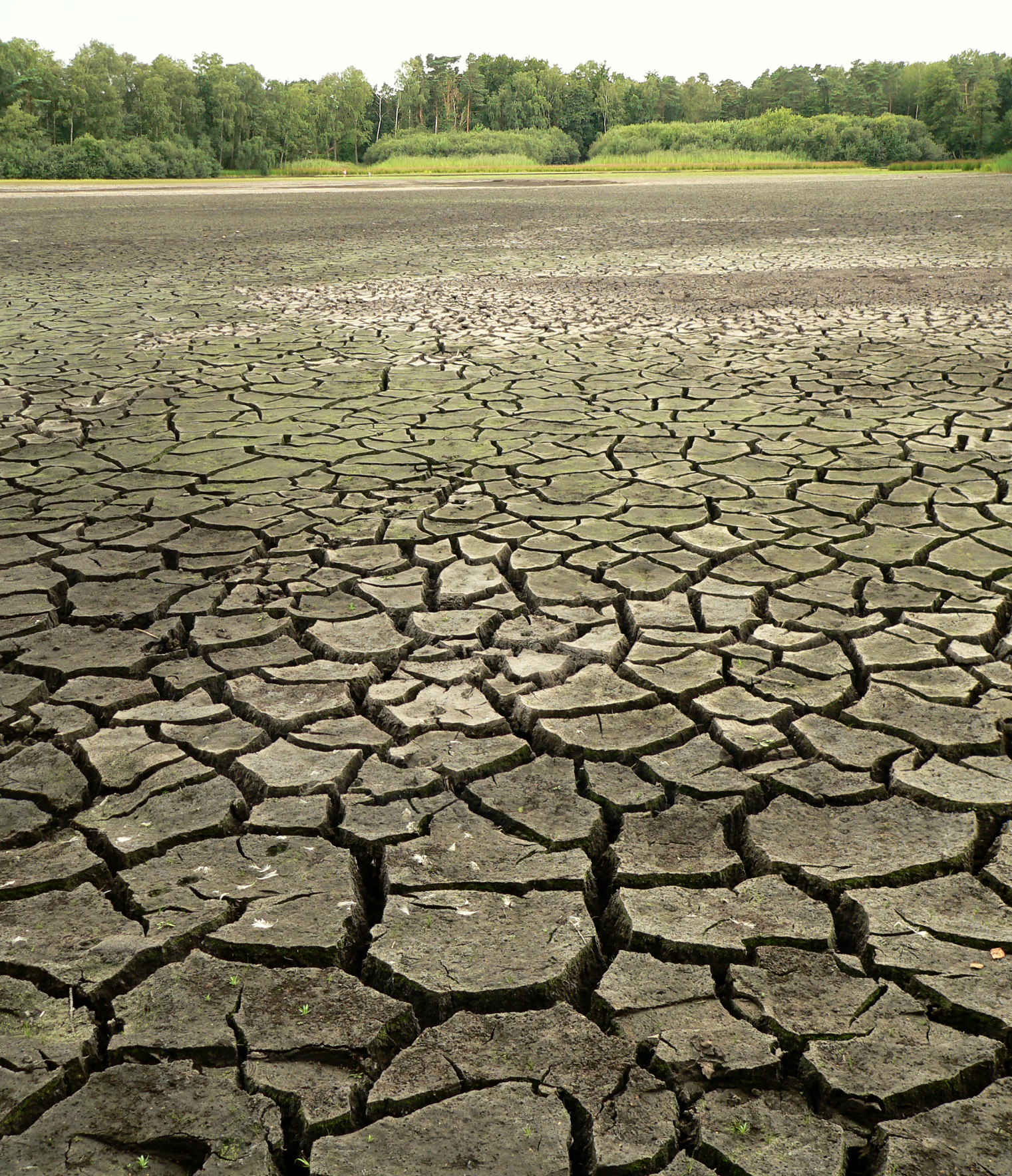
Ausgetrockneter Würmsee in Niedersachsen, August 2022

In diversen Regionen fielen die Pegel von Gewässern auf sehr niedrige Werte ab. An verschiedenen Flüssen wie Rhein und Elbe tauchten diverse Hungersteine auf, darunter auch bisher noch nicht gekannte. Am 19. Juli, fast auf den Tag genau ein Jahr nach der verheerenden Flutkatastrophe 2021, fiel die Ahr, deren Hochwasser im Vorjahr im Ahrtal große Zerstörungen angerichtet hatte, bei einem Pegelstand von 49 cm in Bad Bodendorf, an einigen Stellen bis auf ein kleines Rinnsal annähernd trocken und machte den Eindruck, in ihrem Mündungsgebiet den Rhein nicht mehr zu erreichen. Zwischen den Steinen floss jedoch nach Auskunft des Landesamtes für Umwelt noch etwas Wasser in den Rhein. In Baden-Württemberg kam es bis Ende Juli infolge zu niedriger Niederschläge im gesamten laufenden Jahr sowie überdurchschnittlichen Lufttemperaturen zu einer „stark ausgeprägte Niedrigwassersituation“ in zahlreichen Flüssen und Seen. Mit Stand 25. Juli lagen an fast zwei Dritteln aller Gewässer die Pegel unter dem Niedrigwasserkennwert „mittleres Niedrigwasser“, auch die Grundwasserspiegel lagen teils unter dem Durchschnitt. Der Bodenseepegel bei Konstanz lag am gleichen Tag bei 331 cm, etwa 90 cm niedriger als jahreszeitlich üblich und so niedrig wie seit 2006 nicht mehr. Aufgrund dessen wurde der Bootsverkehr auf dem Bodensee teils bereits eingestellt. Auch an Oberrhein und der Donau herrschte zu dem Zeitpunkt bereits ein mittleres Niedrigwasser.
Auf dem Rhein sank der Wasserstand so tief ab, dass Schiffe wie nach dem dürrebedingten schweren Niedrigwasser im Jahr 2018 ihre Ladung reduzieren mussten. Am Hafen Duisburg (dem größten Binnenhafen Europas) betrug der Wasserstand etwa 2 Meter. Frachtschiffe konnten deshalb (Stand 19. Juli 2022) auf einigen Flussabschnitten nur die Hälfte ihrer Kapazität laden, auf anderen sogar nur 30 oder 40 %. Dadurch erhöhten sich Anfang August u. a. die Transportkosten von Massengütern wie Getreide, Kohle, Benzin und Heizöl auf etwa das Vierfache gegenüber dem Juni. Mit Stand 10. August lag der Pegel in Kaub bei Koblenz auf rund 45 cm. Flache Binnenschiffe konnten den Mittelrhein bis zu einem Pegelstand von ca. 30 bis 35 cm befahren. Die eigentliche Niedrigwasserzeit lag aber erst im Spätsommer und Herbst. Laut Wasserstraßen- und Schifffahrtsverwaltung des Bundes fiel der Pegel in Kaub bei Koblenz am 12. August 2022 von 40 auf 38 Zentimeter; dann konnten Lastkähne diese Stelle nicht mehr passieren.
Infolge der reduzierten Transportkapazitäten musste Uniper im August 2022 die Stromproduktion des am Main gelegenen Kraftwerks Staudinger vorübergehend drosseln, da infolge der Dürre der Rheinpegel so weit gefallen war, dass die Kohleversorgung des Kraftwerks per Schiff kaum mehr möglich war. Gleiches galt für Block 4 des Kraftwerks Datteln. Einem Meteorologen zufolge war die Lage Anfang August bereits deutlich schwieriger als im Sommer 2018 zum gleichen Zeitpunkt. Zudem mussten diverse Kraftwerke von Steag sowie in Baden-Württemberg wegen Kühlproblemen durch Niedrigwasser und zu hoher Temperaturen ihre Leistung drosseln. Mitte August 2022 waren nur 9 von 15 GW der deutschen Steinkohlekraftwerke einsatzbereit, wobei unklar war, ob der Grund dafür das Fehlen von Brennstoff wegen des Niedrigwassers war oder der Mangel an ausreichend Kühlwasser.
Am 16. August fiel der Pegelstand des Rheins in Emmerich erstmals auf Null und lag zwischenzeitlich noch darunter. Ein solcher Wert wurde dort noch nie gemessen. Der vorherige historische Tiefststand war Ende Oktober 2018 während der Dürre und Hitze im Jahr 2018 gemessen worden und betrug sieben Zentimeter. Als bemerkenswert wurde beurteilt, wie früh im Jahr dieser Rekord erreicht wurde. Zu berücksichtigen hierbei ist, dass der Pegel nicht den Wert der Fahrrinne für Schiffe angibt. In dieser befand sich weiterhin ca. 1,80 m Wasser. Durch das Niedrigwasser und die sich zurückziehenden Wassermengen wurden auch vielfach im Flussbett lagernde Munition wie Granaten und Panzerfäuste aus dem Zweiten Weltkrieg freigelegt, die teils weiterhin explosionsfähig sind. Allein am Mainzer Winterhafen wurden bis Mitte August ca. 400 kg Munition geborgen. Mitte September hatte sich die Lage im Mittelrhein nach Regenfällen entspannt, Entwarnung wurde vor dem Hintergrund, dass der Herbst die typische Niedrigwasserzeit ist, jedoch noch nicht gegeben. Insgesamt wurde geschätzt, dass das Niedrigwasser im Rhein in Deutschland einen volkswirtschaftlichen Schaden von ca. 8. Mrd. Euro verursachte.
Durch Niedrigwasser erwärmen sich Flüsse auch schneller, insbesondere bei heißen Temperaturen, wie durch den Klimawandel immer häufiger der Fall. Bei höheren Temperaturen sinkt der Sauerstoffgehalt in Gewässern, wodurch Fische einen Sauerstoffmangel erleiden und sterben können. Durch die Einleitung von Abwässern, auch geklärten, erhöht sich bei Niedrigwasser zudem der Anteil von Nähr- und Schadstoffen überproportional, was ebenfalls erhebliche negative Auswirkungen auf die Wasserqualität, Sauerstoffgehalt und ph-Wert haben kann. Im Juni kam es in der Elbe zu einem massenhaften Fischsterben aufgrund von Sauerstoffmangel. In der Nidda, einem Nebenfluss des Mains, wurden am 11. August knapp 30 °C gemessen, im Rhein selbst betrug die Temperatur 28 °C, was in Kombination mit dem niederen Pegelstand (in Kaub lagen dieser bei 42 Zentimetern) und der warmen Lufttemperatur toxisch auf das Ökosystem des Flusses wirkt.
Mitte August 2022 ordnete Brandenburg das Schließen der Schleusen der Spree an, um das verbleibende Wasser im Fluss zu halten und damit zu verhindern, dass der Abfluss der Spree unterhalb des Spreewaldes komplett versiegt. Damit sind potentiell große ökologische Folgen durch das Trockenfallen nicht mehr versorgter Gewässer usw. verbunden. In Anbetracht des u. a. zu erwartenden Fischsterbens sollen gemäß Landesumweltministerium Brandenburg Notabfischungen organisiert werden. Zuvor war die Spree rückwärts geflossen, d. h. führte so wenige Wasser, dass das verbliebene Wasser zurück in den Müggelsee, statt wie üblich in die Havel zu münden. Andere Gewässer wie die Panke, Berlins drittlängster Fluss, trockneten abschnittsweise vollständig aus. Auch die Schwarze Elster trocknete wiederholt aus.
Es kam ebenfalls zu Algenblüten, u. a. von giftigen Blaualgen. In der Mosel wurde bei Bruttig-Fankel 153 Mikrogramm Blaualgen-Chlorophyll A gemessen, der höchste jemals in der Mosel aufgezeichnete Wert. Der Grenzwert, über dem aus Gesundheitsgründen ein Badeverbot ausgesprochen wird, liegt bei 75 Mikrogramm. Das Landesumweltamt warnte vor Kontakt mit dem grün gefärbten Wasser, sowohl für Menschen als auch Tiere wie Hunde und Pferde, und rief die Bevölkerung auf, das Wasser keinesfalls zu trinken. In der Oder kam es im Sommer 2022 zu einer schweren Umweltkatastrophe, bei der es aller Wahrscheinlichkeit nach ausgelöst durch eine Algenblüte infolge von Salzwassereinleitung zu einem Massensterben von Fischen, Muscheln usw. kam. Begünstigt wurde dieses Massensterben der Wasserfauna vermutlich durch die niedrigen Wasserstände sowie die hohen Wassertemperaturen.
Wasserknappheit in Kommunen
Während des Dürresommers meldeten in Deutschland mehr als 50 % der Kommunen eine Wasserknappheit. 16 % der Kommunen erließen Restriktionen wie das Verbot der Autowäsche oder Bewässerung und dergleichen, um Wasser einzusparen. In manchen Kommunen war der Wassermangel so stark, dass nicht mehr ausreichend Wasser für Haushalte und Feuerwehreinsätze zur Verfügung stand. Größter Verbrauch mit 72 % Anteil ist die Industrie.

### Österreich

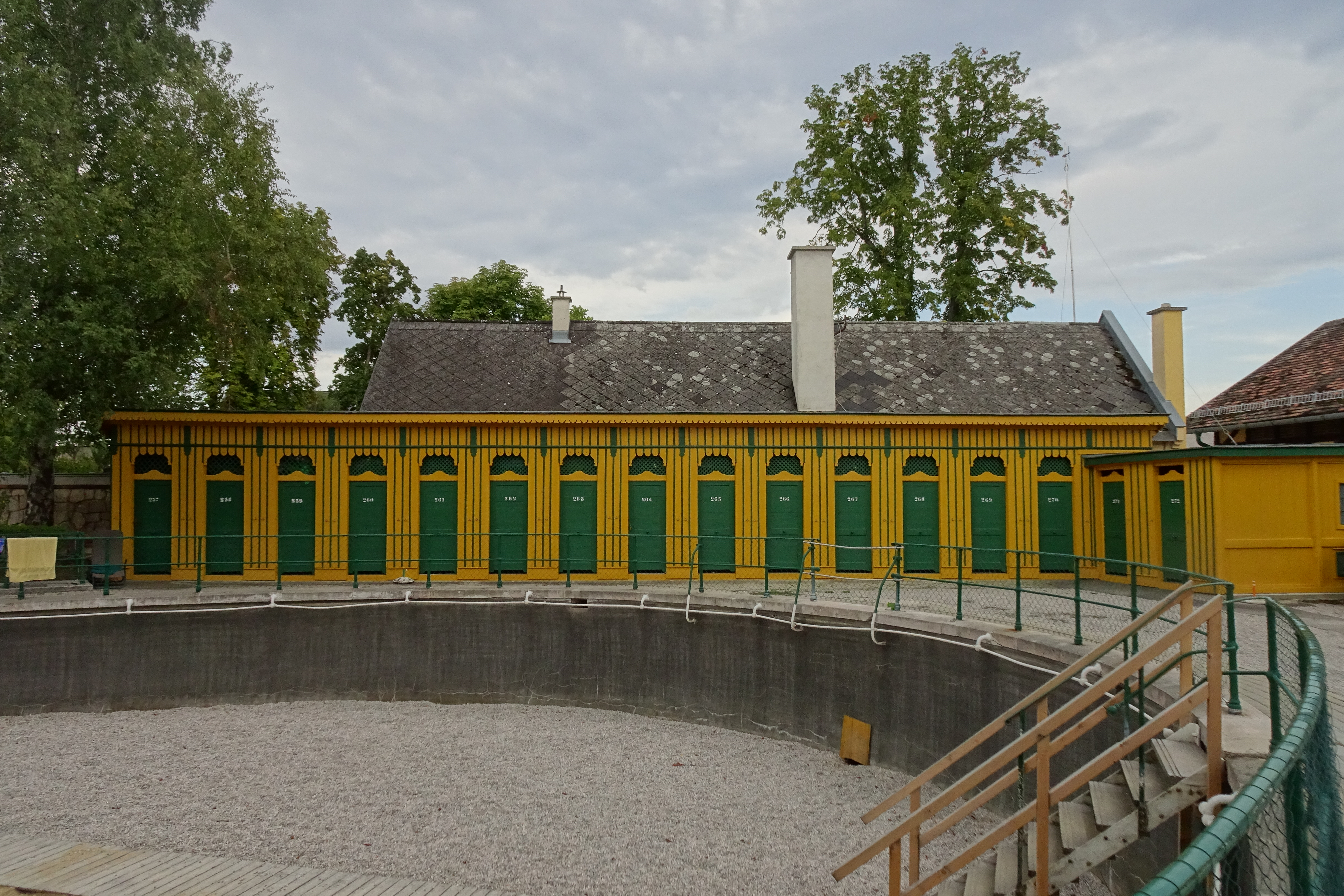
Durch die Trockenheit waren zwei von drei Thermalquellen des Thermalbads Bad Fischau versiegt und es war im Minimalbetrieb. Im Bild das trockengelegte sog. Damenbad

In Österreich wurden im Neusiedler See Wassertemperaturen von über 30 Grad Celsius gemessen, was zu einem Fischsterben führte. Der Wasserstand erreichte Werte, die so tief waren wie noch nie seit Messbeginn 1965.

### Schweiz
Hitze
Wie das Bundesamt für Meteorologie und Klimatologie (MeteoSchweiz) vermeldete, wurde in der Schweiz im landesweiten Mittel der viertmildeste Frühling, der zweitwärmste Mai, der zweitheisseste Juni, der viertheisseste Juli, der drittheisseste August und der zweitwärmste Sommer seit Messbeginn 1864 verzeichnet. Der Juli war im landesweiten Mittel 2,4 °C über der Norm 1991–2020, der August 1,9 °C. Die Sommertemperatur war 2,3 °C über der Norm (1991–2020) und im Vergleich mit der Norm 1961–1990 war sie sogar rund 4 °C zu warm. Einzig im Sommer 2003 wurden noch höhere Werte verzeichnet.
Per 18. Juli stufte der Bund die Hitzewelle in fast der ganzen Schweiz mit der zweithöchsten Gefahrenstufe 3 ein. Am 19. Juli wurde die Gefahrenstufe für das Mittel- und Südtessin auf die Stufe 4 hochgestuft. Der Hitzerekord an diesem Tag wurde mit 38,1 °C in Genf verzeichnet. Am 31. Juli wurde für Teile des Kantons Tessin eine Hitzewarnung der Stufe 3 per 1. August ausgesprochen. Ab dem 2. August wird auch für die Alpennordseite wieder mit Temperaturen von über 30 °C gerechnet. In Stabio z. B. wurden im Sommer 2022 bereits bis zum 1. August 40 Hitzetage registriert, wobei der Norm-Wert (1991–2020) bei 18,4 Hitzetagen für den ganzen Sommer liegt. Bis Ende August wurden an der gleichen Messstation mehr als 60 Hitzetage registriert, womit der bisherige Rekord von 57 Hitzetage aus dem Jahr 2003 übertroffen wurde. Besonders bemerkenswert in Stabio ist die lange Serie von 38 Hitzetagen in Folge zwischen dem 2. Juli und dem 13. August 2022. Der Monats-Sonnenscheinrekord aus Bern vom Juli 1911 wurde um 4,5 Stunden übertroffen. Noch nie wurden in der Schweiz 374,5 Stunden Sonnenschein innerhalb eines Monats gemessen, wie dieses Jahr in Genf. An über 20 Stationen wurden neue Rekorde aufgestellt. Insgesamt war das Sommerhalbjahr (April bis September) sehr sonnig. In Genf, Lugano und Locarno-Monti wurden neue Sonnenscheinrekorde aufgestellt. Ab Mitte September wurden kurzfristig deutlich tiefere Temperaturen registriert und in den Bergen kam der erste Schnee. Die Schneefallgrenze sank gebietsweise auf 1400 Meter über Meer. Die ersten beiden Oktoberwochen waren mit 1,9 °C über der Norm wieder deutlich zu warm. Der ganze Monat lag über der Norm und am 30. Oktober wurde in Chur mit 25,4 °C der späteste Sommertag im Messnetz der MeteoSchweiz verzeichnet. Es war der wärmste Oktober seit Messbeginn. Letztlich endete das Jahr mit überdurchschnittlich milden Temperaturen um die 20 °C.
Die aussergewöhnlich vielen Sonnenstunden und Hitzetage wirkten sich negativ auf die Luftqualität aus. Indes war die Ozonbelastung diesen Sommer vielerorts besonders hoch.
Die Anzahl hitzebedingter Todesfälle von Mai bis September 2022 wurde auf 474 Menschen geschätzt. Einer Studie zufolge lag die Anzahl hitzebedingter Todesfälle zwischen Juni und August sogar bei 623, wovon rund 60 Prozent dem Klimawandel zugeschrieben werden.
Waldbrandgefahr
Die anhaltende Trockenheit führte im Frühling, in den Kantonen Bern, Tessin und Wallis, zu Waldbränden, wie etwa vom 23. bis 25. März im Tessiner Centovalli. Ab Mitte Juli galt im ganzen Kanton Tessin ein absolutes Feuerverbot. In weiten Teilen der Schweiz herrschte große Waldbrandgefahr. Infolge der Trockenheit haben viele Kantone ein absolutes Feuerverbot erlassen und teilweise das Abbrennen von Feuerwerk eingeschränkt oder ganz verboten, wodurch der Bundesfeiertag ruhiger als gewohnt ausgefallen ist. Dennoch musste die Feuerwehr am 1. August vereinzelt wegen kleineren Flurbränden ausrücken. Am 10. August haben die Kantone Luzern und Schwyz ein absolutes Feuerverbot im Wald und in Waldesnähe erlassen. In einzelnen Gemeinden wurden zur Verhütung von Waldbränden strengere Regeln erlassen, als die der einzelnen Kantone. So haben z. B. am 11. August die Regierungsstatthalterinnen der Verwaltungskreise Biel/Bienne und Berner Jura ein generelles Feuerverbot erlassen, wobei in den anderen Verwaltungskreisen des Kantons Bern nach wie vor am Feuerverbot im Wald und in Waldesnähe festgehalten wurde. Ab September hat sich die Waldbrandgefahr in den meisten Teilen der Schweiz wieder normalisiert. Da seit langem nach wie vor viel zu wenig Regen fällt, gilt wegen erheblicher Waldbrandgefahr seit Februar/März 2023 im Tessin und im Südbünden wieder ein absolutes Feuerverbot im Freien.
Gletscher
In der Nacht zum 25. Juli erreichte die Nullgradgrenze ein neues Rekordhoch von 5184 Meter über Meer. MeteoSwiss hatte dies mit Wetterballons gemessen. Der bisherige Rekord war am 20. Juli 1995 auf 5117 Höhenmetern gemessen worden, in den 27 Jahren dazwischen lag die Nullgradgrenze stets unterhalb von 5000 Metern. Die Gletscher in der Schweiz waren Ende Juli 2022 schon so ausgeapert wie normalerweise erst am Ende des Sommers.
Das Schweizerische Gletschermessnetz GLAMOS beobachtet 120 Gletscher in den Schweizer Alpen. Glaziologen halten es für möglich, dass 2022 der bisherige Rekordverlust an Gletschereis (3,8 Prozent der gesamten Gletschermasse in einem einzigen Sommer – dem Sommer 2003) übertroffen wird. Am 17. Oktober lag die Nullgradgrenze bei 3800 bis 4000 Meter. Die milden Temperaturen machen auch den Wintersportgebieten zu schaffen, welche den fehlenden Schnee mit Schneekanonen zu ersetzen versuchen. In Saas-Fee wurden erstmals wegen Schneemangel die Pisten während der Sommersaison für Touristen geschlossen.
Gewässer

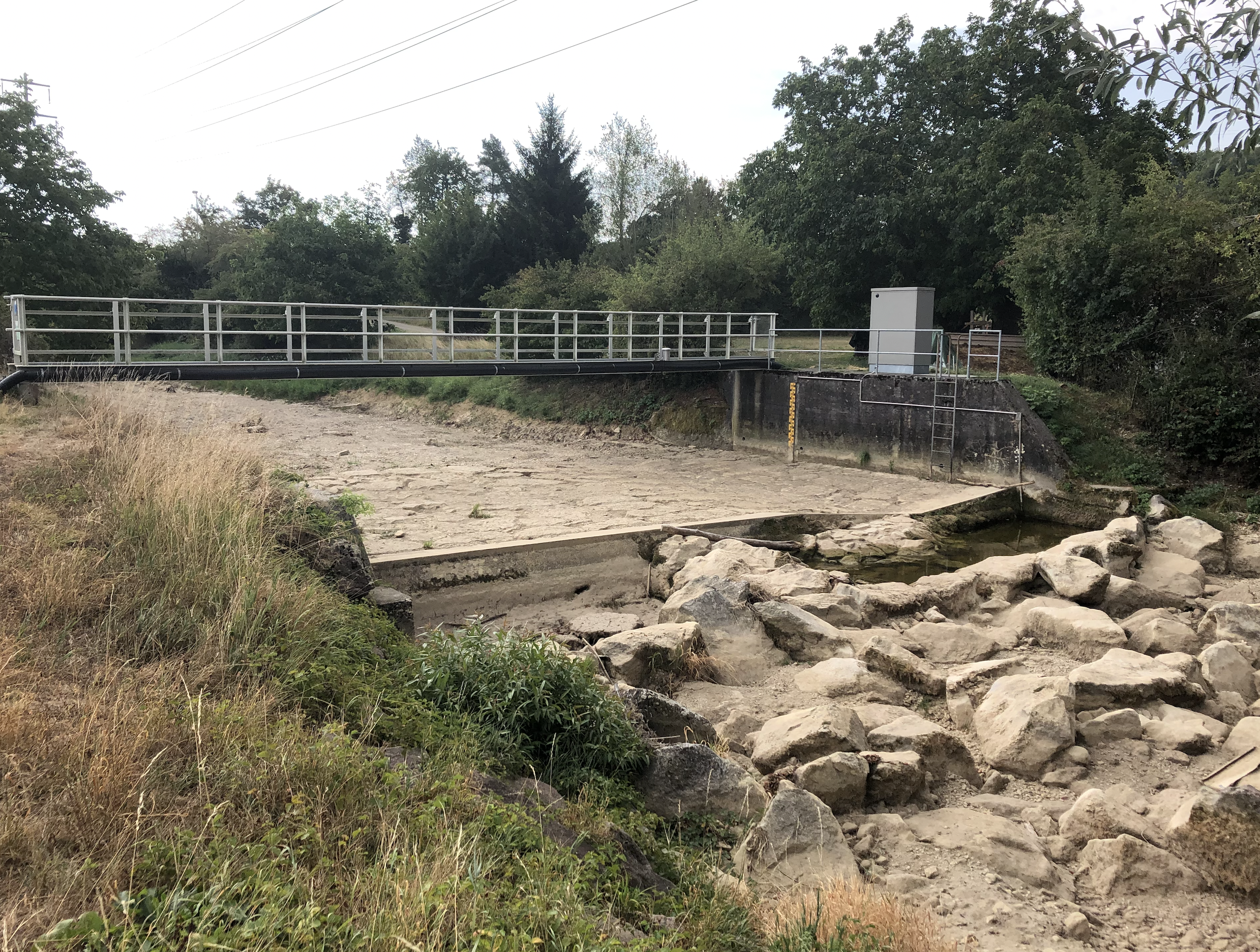
Trockengefallenes Flussbett der Sissle, eines Nebenflusses des Rheins, im Fricktal bei der Pegelstation in Eiken, Mitte August 2022

Mitte Juli musste das Kernkraftwerk Beznau wegen zu hohen Wassertemperaturen in der Aare die Leistung reduzieren, wie des Öfteren in den letzten Jahren. Auf dem Lac des Brenets musste die Schifffahrt wegen des zu tiefen Wasserstands eingestellt werden. Am 20. Juli stieg die Temperatur der Aare in Bern auf ein neues Rekordhoch. Bei der Messstation Bern-Schönau wurden laut Medienberichten 23,84 °C verzeichnet, womit der bisherige Rekord, gemessen während der Dürre und Hitze in Europa 2018, gebrochen wurde. Wie zuletzt im Jahr 2018 hat das Bundesamt für wirtschaftliche Landesversorgung auch im Jahr 2022 eine Unterschreitung der vorgeschriebenen Pflichtlager-Menge für Mineralölprodukte beschlossen, da die Transportkapazität auf dem Rhein wegen Niedrigwasser stark eingeschränkt ist. Per 25. Juli wurde eine Unterschreitung von 6,5 und per 22. August eine Weitere von 12,8 Prozent der gesamten Pflichtlagermenge beschlossen. Unter anderem wurde in Aigle, Courtételle, Courroux, Meisterschwanden, Lenzburg und Sarmenstorf zum Wassersparen aufgerufen oder der Trinkwasserverbrauch wurde teilweise durch Nutzungsverbote eingeschränkt. Ferner haben einige Kantone die Wasserentnahmen aus Oberflächengewässern zum Teil stark eingeschränkt oder verboten. Per 18. Juli 2022 und bis auf Weiteres werden keine Ausnahmebewilligungen für die Wasserentnahme aus den Fliessgewässern im Einzugsgebiet der Broye mehr erteilt. Am 4. August erreichte die Aare in Bern mit 24,1 °C erneut einen neuen Allzeit-Rekord. Ab Ende Juli setzte, u. a. im Rhein bei Schaffhausen, ein Fischsterben ein. Die Sissle im Fricktal, ein Nebenfluss des Rheins, wurde wegen des tiefen Wasserstandes Ende Juli abgefischt, und bis Mitte August war der Fluss auf einigen Abschnitten trockengefallen. Im Kanton Bern wurden über 34'000 Fische abgefischt, drei Viertel davon in der Region Emmental-Oberaargau. So führte u. a. auch die Emme stellenweise kein Wasser mehr. Aus sorge um die Energiesicherheit im kommenden Winter sorgte die Eidgenössische Elektrizitätskommission noch vor Ende Juli dafür, dass das Kernkraftwerk Beznau, welches nun wegen der Hitze grundsätzlich ganz ausser Betrieb sein sollte, trotzdem noch mit reduzierter Leistung weiter betrieben werden darf.
Nach einem sehr niederschlagsarmen Winter 2022/23 riefen im Kanton Tessin, Stand April 2023, bereits 15 von 106 Gemeinden zum Wassersparen auf. Im Bezirk Mendrisio begannen Vorbereitungsarbeiten, damit den Bauern im Sommer genügend Wassertanks zur Verfügung stehen.
Landwirtschaft
Bei den landwirtschaftlichen Kulturen rechnete die Versicherung Schweizer Hagel mit einer Schadenssumme von 10 Millionen Schweizer Franken bis Ende August 2022 mit Bezug zur Trockenheit. Zudem wurden besonders im Juni zahlreiche Hagelschäden gemeldet. Im Kanton Obwalden, im Freiburgerland und im Berner Oberland wurden Alpbetriebe von der Schweizer Armee per Hubschrauber mit Wasser versorgt. Während des Einsatzes vom 20. Juli bis 31. August wurden 585 Tonnen Wasser transportiert.

### Niederlande
In den Niederlanden rief die Regierung Anfang August 2022 nach einem regenarmen Sommer den Zustand nationaler Wasserknappheit aus. Unter anderem wurde ein Krisenstab eingesetzt, der Möglichkeiten erarbeiten soll, wie die Wasserversorgung aufrechterhalten werden kann. Auch wurde die Bevölkerung zum Sparen von Wasser aufgefordert. Zu dem Zeitpunkt waren Landwirtschaft und Binnenschifffahrt bereits negativ durch die niedrigen Pegel von Flüssen betroffen. Auch manche Fähren mussten den Betrieb einstellen. In Teilen der Niederlande wurde zudem die Bewässerung von Feldern verboten. Während der vorangegangenen Hitzewelle waren Brücken teilweise mit Wasser gekühlt worden, um ein Verklemmen durch sich ausdehnende Bauteile zu verhindern.
Durch das absinkende Grundwasser infolge der Dürre kam es zu Bodensenkungen, die diverse Gebäude durch Rissbildung usw. beschädigten. Diese Folgen waren bereits bei der Dürre 2018 an Hunderten Häusern beobachtet worden; insgesamt sind in den Niederlanden fast eine Million Wohnhäuser dem Risiko von solchen Bodensenkungen ausgesetzt.

## Osteuropa

### Russland
In Russland kam es zu Waldbränden, die insbesondere den Oblast Rjasan schwer trafen, wo deswegen der Notstand ausgerufen wurde. Mit Stand 24. August brannten alleine dort 11.700 Hektar Land nieder, die Rauchschwaden zogen bis ins ca. 200 km entfernte Moskau. Zu dem Zeitpunkt waren ca. 9500 Menschen im Einsatz gegen die Brände, die Lage wurde vom Verwaltungschef der Region angesichts der herrschenden Hitze und Trockenheit als schwierig beurteilt. Berichten zufolge herrscht ebenfalls Personalknappheit, da die Armee wegen des Russischen Überfalls auf die Ukraine 2022 nicht in der Lage ist, die Feuerwehr bei den Löscharbeiten zu unterstützen. In Teilen Russland werden Waldbrände teils auch einfach sich selbst überlassen.

### Tschechien

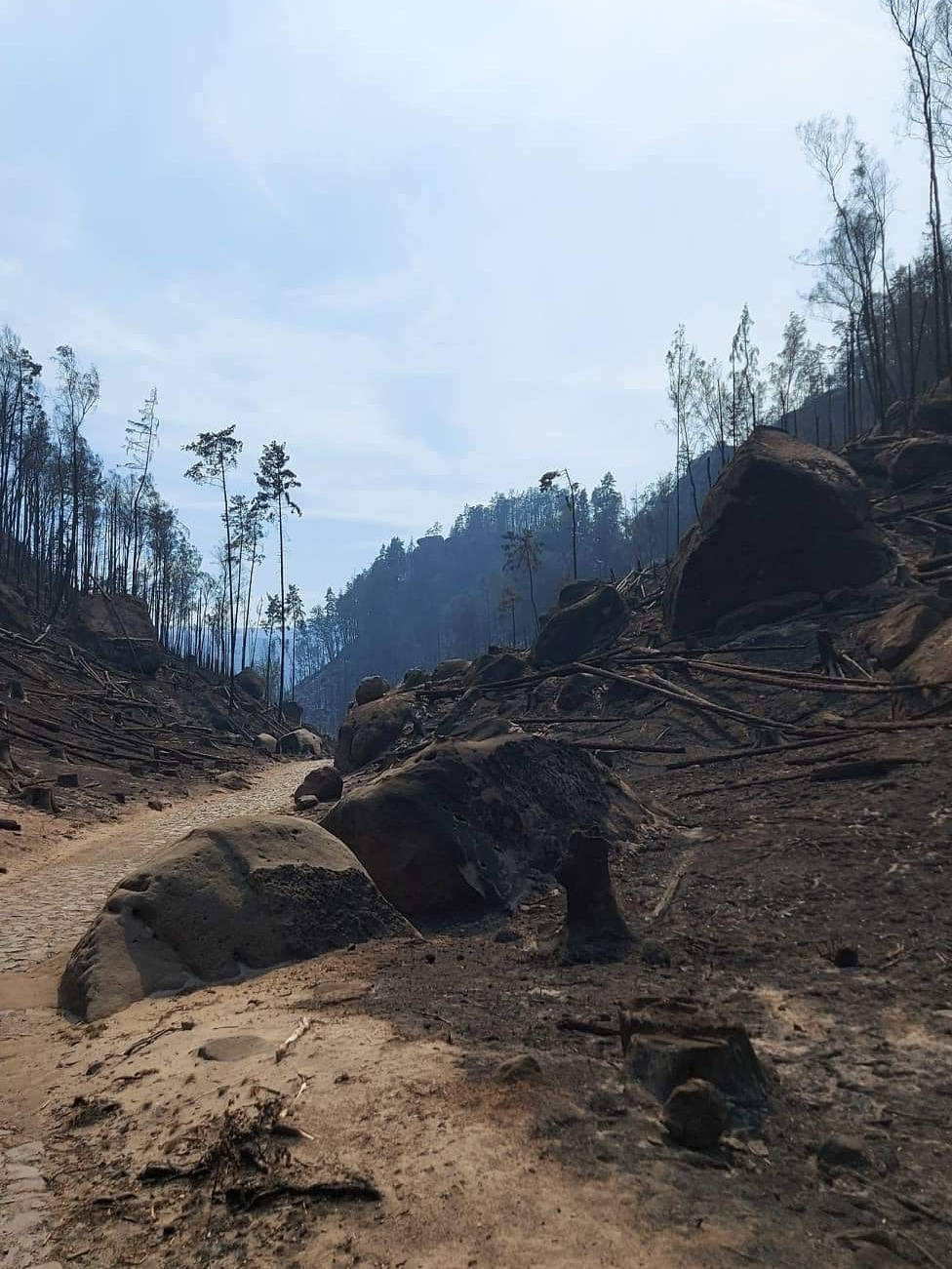
Abgebrannter Wald in der böhmischen Schweiz nahe Hřensko

Am 24. Juli 2022 begann in der Nähe des Grenzortes Hřensko auf einer Fläche von sieben Hektar ein Waldbrand. Feuerwehren, Polizei und Armee bekämpften das Feuer mit Löschhubschraubern und einem Löschflugzeug. Das felsige Gelände mit steilen Abhängen und Schluchten im Nationalpark Böhmische Schweiz erschwerte die Brandbekämpfung.
Das Feuer breitete sich über die deutsche Grenze hinweg in den Nationalpark Sächsische Schweiz aus. Südostwind trieb Rauch über etwa 50 km bis nach Dresden. Durch den wochenlang ausbleibenden Regen in der Region ist der Waldboden bis in die Tiefe ausgetrocknet. Bis zum 31. Juli dehnte sich der Brand auf mehr als 1000 Hektar aus, hinzu kamen zu dem Zeitpunkt noch weitere rund 150 Hektar auf deutscher Seite.

## Nord- und Nordwesteuropa

### Skandinavien
Am 29. Juni wurden in der Provinz Troms und Finnmark weit nördlich des Polarkreises 32 °C gemessen, die Temperatur in der norwegischen Arktis lag fast 20 K über dem Normalwert. Rentiere und Elche legten sich in Schneefelder, um Abkühlung zu finden. Auch in Finnland und Schweden wurden Temperaturen über 30 °C gemessen und es kam zu Tropennächten.

### Vereinigtes Königreich

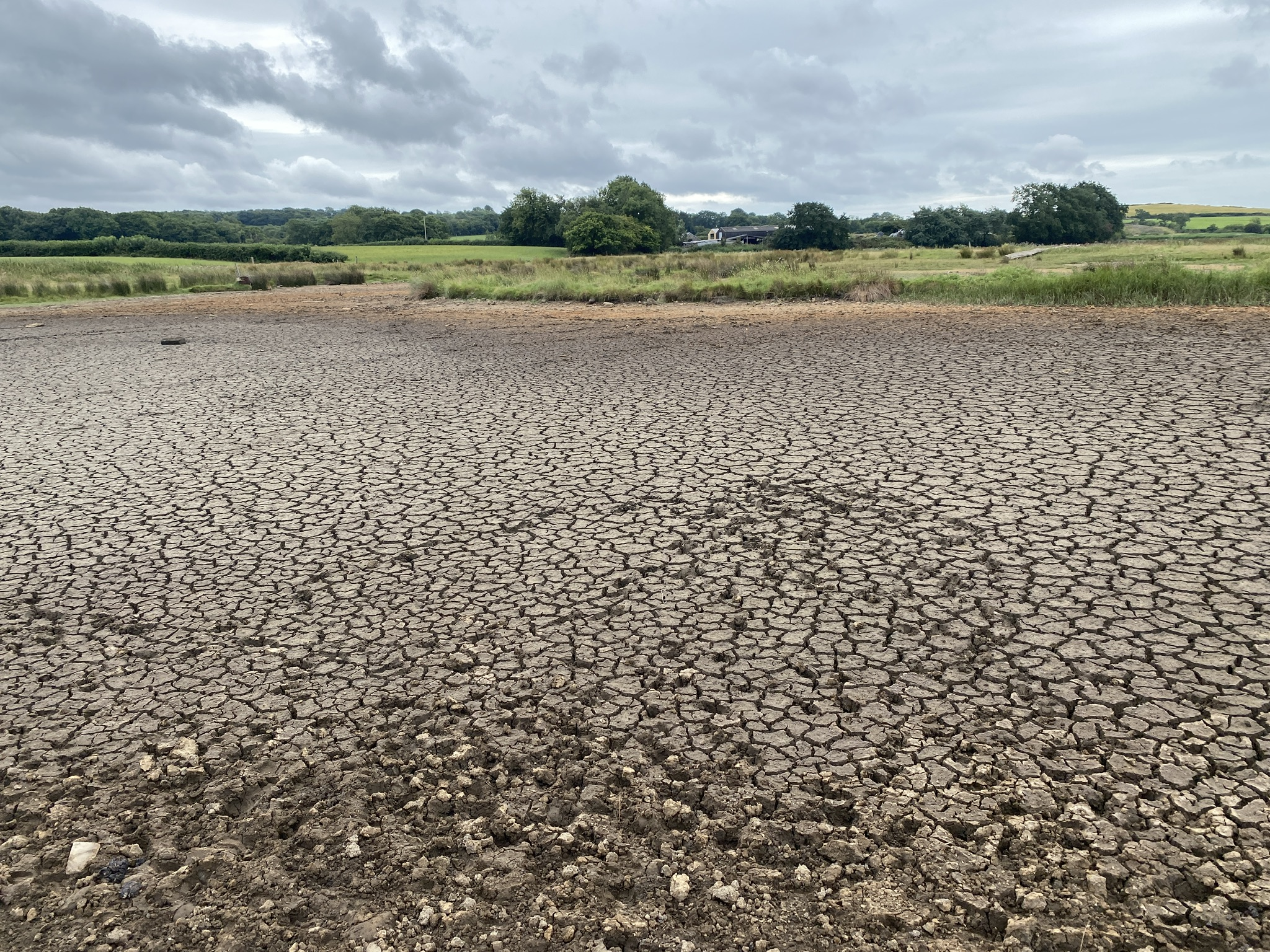
Trockengefallener Teich in Wales

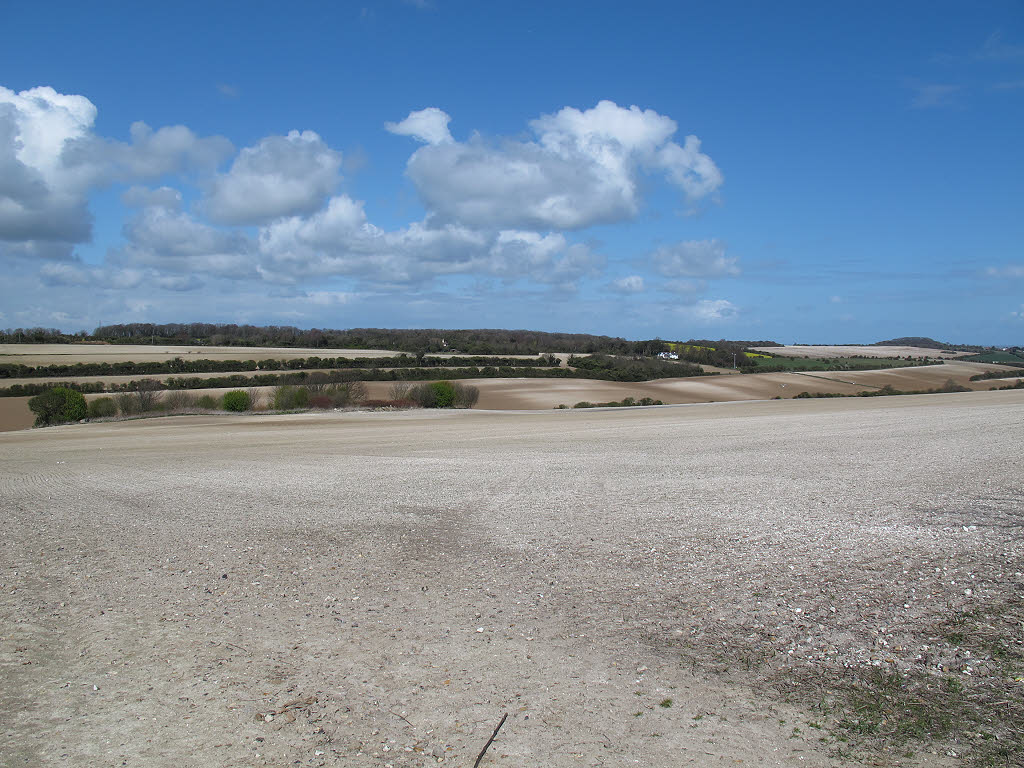
Ausgetrockneter Boden in Kent

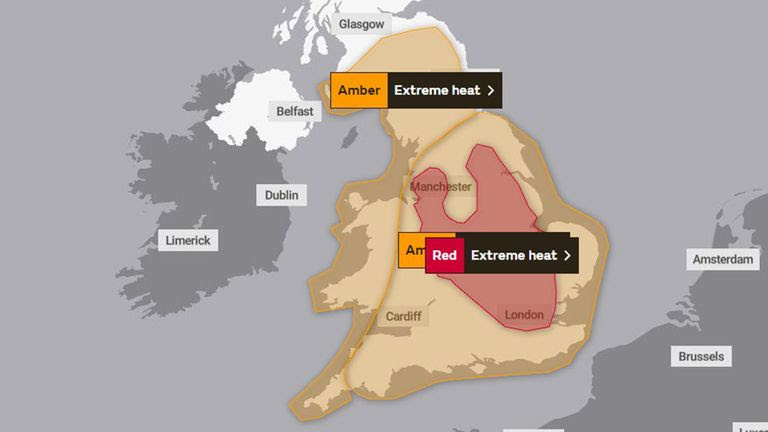
Hitzewarnung für den 18. Juli 2022

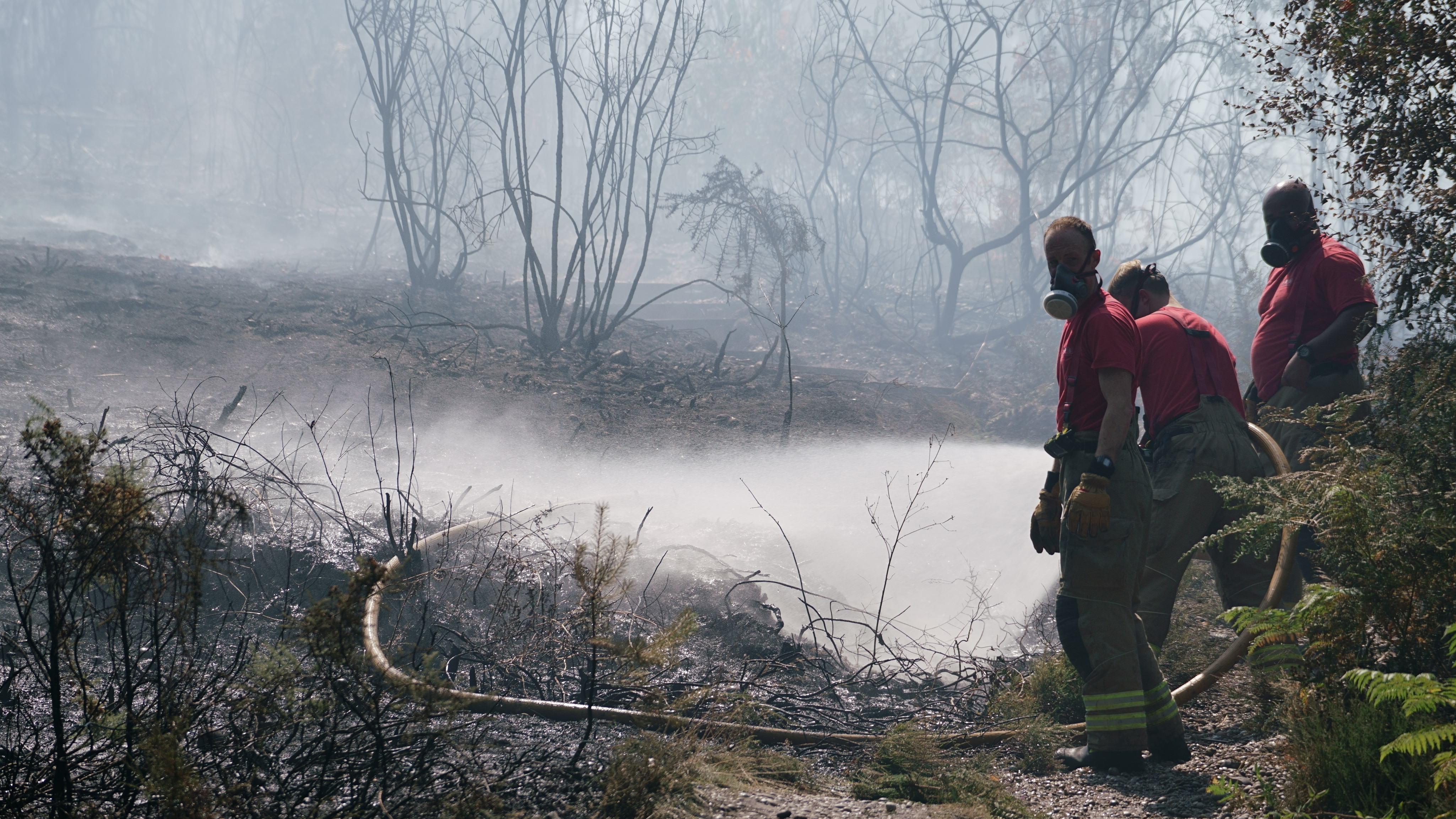
Feuerwehrleute am 19. Juli bei einem Waldbrand im Vereinigten Königreich

In England war das erste Halbjahr 2022 das trockenste Halbjahr seit 1976. Infolgedessen führten Gewässer nur wenig Wasser, auch wurde die Bevölkerung zu sparsamem Umgang mit Wasser aufgerufen. In manchen Teilen von England war der Juli 2022 der trockenste seit Beginn der Aufzeichnungen im Jahr 1836. Verschiedene Flüsse trockneten aus, die Quelle der Themse verschob sich acht Kilometer flussabwärts. Verschiedene Stadtwerke untersagten aufgrund von Wassermangel bestimmte Formen der Wassernutzung wie das Wässern des Gartens oder das Autowaschen. Am 12. August rief die britische Regierung wegen anhaltender Trockenheit einen Notstand für den Südwesten, Süden, die Mitte und den Osten Englands aus.
Für den 18. bis 19. Juli wurden erstmals im Vereinigten Königreich mögliche Temperaturen über 40 Grad prognostiziert, sodass erstmals die höchste Hitzewarnstufe ausgerufen wurde. Die Regierung rief die nationale Notlage aus. Diese wird nur dann ausgerufen, wenn auch bei gesunden Menschen hitzebedingt Krankheiten und Tod auftreten können. Krankenhäuser äußerten die Befürchtung, durch die gesundheitlichen Folgen der Hitzewelle an ihre Kapazitätsgrenze zu kommen. In Wales sowie Teilen Schottlands galt die zweithöchste Hitzewarnstufe. In Wales wurde am 18. Juli mit 37,1 °C ein neuer Allzeitrekord aufgestellt. In England blieben aufgrund der Hitze einige Schulen geschlossen, zudem wurde der Betrieb der Bahnstrecke London-Leeds temporär eingestellt, um das Risiko von Hitzeschäden zu vermeiden. Am London Luton Airport verursachte die Hitze Schäden am Rollfeld, wodurch Flüge abgesagt und andere Flüge umgeleitet werden mussten.
Nachdem in der Nacht auf den 19. Juli 2022 laut dem britischen Wetterdienst in Emley Moor mit 25,9 °C die bisher wärmste Minimumstemperatur im Vereinigten Königreich registriert wurde, folgte am Tag mit 40,3 °C am RAF Coningsby ein neuer Temperaturrekord für das Vereinigte Königreich. Damit wurde erstmals die 40-Grad-Marke überschritten. Der vorherige Rekord, der am 25. Juli 2019 erreicht wurde und bei 38,7 °C lag, wurde gemäß Met Office gleich an 29 Orten übertroffen.
Eine Attributionsstudie zu der Hitzewelle in Großbritannien kam zu dem Ergebnis, dass die Hitzewelle selbst im gegenwärtigen, 1,2 °C wärmeren Klima sehr extrem und ungewöhnlich war. Demnach war die Zweitages-Hitzewelle ein Extremwetterereignis, das selbst im gegenwärtigen Klima nur einmal pro 100 Jahre auftritt; die Eintages-Maximaltemperaturen sogar nur etwa einmal pro 1000 Jahre. Die Studie kam ebenfalls zu dem Ergebnis, dass gemäß Analyse der Beobachtungen eine Hitzewelle wie die erlebte in vorindustrieller Zeit etwa 4 °C weniger heiß gewesen wäre. Insgesamt habe der menschengemachte Klimawandel die Hitzewelle mindestens zehnmal wahrscheinlicher gemacht, ein Wert, der aber wahrscheinlich zu konservativ gerechnet sei.
Die UK Health Security Agency ermittelte für die beiden Hitzewellen im Juli und August 2022 in England eine nicht von COVID-19 verursachte Übersterblichkeit von ca. 2.800 Menschen in der Altersklasse ab 65 Jahren, die auf die Hitze zurückgeführt wird. Das ist der höchste Wert, der in England seit Einführung des Hitzewellenschutzplans im Jahr 2004 ermittelt wurde. Während der Hitzewellen war der National Health Service infolge von hitzebedingten Notrufen zunehmend unter Druck geraten. Für den Zeitraum vom 1. Juni bis 7. September gab das Office for National Statistics 3271 Hitzetote in England und Wales an.
Nachdem es in London zu mehreren Ausbrüchen von Bränden gekommen war, hatte die London Fire Brigade nach Angaben des Mayor of London Sadiq Khan den einsatzreichsten Tag seit dem Zweiten Weltkrieg. Insgesamt brannten während des Höhepunktes der Hitzewelle am 19. Juli 41 Gebäude in Großbritannien ab. Ein Feuerexperte äußerte, dass bei stärkeren und damit feueranfachenden Winden noch deutlich höhere Schäden zu erwarten gewesen wären. Auch Ende Juli kam es in England zu mehreren Großbränden. Die Feuerwehr warnte, dass infolge der großen und langandauernden Trockenheit schnell neue Feuer ausbrechen können.

### Irland
In Dublin wurden am 19. Juli 33,1 °C gemessen, der zweithöchste jemals in Irland gemessene Wert. Allerdings gibt es bei dem höchsten Wert, 33,3 °C im Jahr 1887, erhebliche Zweifel, ob diese Messung zuverlässig war.

## Reaktionen
Laut Clare Nullis von der Weltorganisation für Meteorologie (WMO) ist die Hitzewelle aufgrund der globalen Erwärmung „leider ein Vorgeschmack auf die Zukunft“.